# Lista de asteroides (304001-305000)
Esta é uma lista parcial de asteroides, do asteroide número 304001 até o 305000, inclusive. Veja também o índice com todas as listas disponíveis.

| Objeto Próximos à Terra | Cinturão de asteroides (interno) | Cinturão de asteroides (externo) | Centauro       |
| Cruzador de Marte       | Cinturão de asteroides (meio)    | Troianos de Júpiter              | Transnetuniano |

Veja mais dados de cada asteroide na ligação externa para o Minor Planet Center na última coluna.
Índice: 304001... 304101... 304201... 304301... 304401... 304501... 304601... 304701... 304801... 304901... 

## 304001–304100
| Designação | Designação | Descoberta  | Descoberta    | Descobridor(es)     | Categoria | Mais informações / Referência |
| Permanente | Provisória | Data        | Local         | Descobridor(es)     | Categoria | Mais informações / Referência |
| ---------- | ---------- | ----------- | ------------- | ------------------- | --------- | ----------------------------- |
| 304001     | 2006 BJ241 | 31 jan 2006 | Kitt Peak     | Spacewatch          | —         | MPC                           |
| 304002     | 2006 BZ260 | 31 jan 2006 | Mount Lemmon  | Mount Lemmon Survey | —         | MPC                           |
| 304003     | 2006 BM264 | 31 jan 2006 | Kitt Peak     | Spacewatch          | —         | MPC                           |
| 304004     | 2006 BQ269 | 28 jan 2006 | Anderson Mesa | LONEOS              | —         | MPC                           |
| 304005     | 2006 CZ2   | 1 fev 2006  | Mount Lemmon  | Mount Lemmon Survey | —         | MPC                           |
| 304006     | 2006 CR15  | 1 fev 2006  | Kitt Peak     | Spacewatch          | —         | MPC                           |
| 304007     | 2006 CE22  | 1 fev 2006  | Mount Lemmon  | Mount Lemmon Survey | —         | MPC                           |
| 304008     | 2006 CY26  | 2 fev 2006  | Kitt Peak     | Spacewatch          | —         | MPC                           |
| 304009     | 2006 CQ27  | 2 fev 2006  | Kitt Peak     | Spacewatch          | —         | MPC                           |
| 304010     | 2006 CK40  | 2 fev 2006  | Mount Lemmon  | Mount Lemmon Survey | —         | MPC                           |
| 304011     | 2006 CQ61  | 3 fev 2006  | Anderson Mesa | LONEOS              | —         | MPC                           |
| 304012     | 2006 DA2   | 20 fev 2006 | Kitt Peak     | Spacewatch          | —         | MPC                           |
| 304013     | 2006 DV5   | 20 fev 2006 | Catalina      | CSS                 | —         | MPC                           |
| 304014     | 2006 DL8   | 21 fev 2006 | Mount Lemmon  | Mount Lemmon Survey | —         | MPC                           |
| 304015     | 2006 DO10  | 20 fev 2006 | Catalina      | CSS                 | —         | MPC                           |
| 304016     | 2006 DB11  | 21 fev 2006 | Catalina      | CSS                 | —         | MPC                           |
| 304017     | 2006 DA23  | 20 fev 2006 | Kitt Peak     | Spacewatch          | Mitidika  | MPC                           |
| 304018     | 2006 DH27  | 20 fev 2006 | Kitt Peak     | Spacewatch          | —         | MPC                           |
| 304019     | 2006 DH33  | 20 fev 2006 | Kitt Peak     | Spacewatch          | —         | MPC                           |
| 304020     | 2006 DN37  | 20 fev 2006 | Mount Lemmon  | Mount Lemmon Survey | —         | MPC                           |
| 304021     | 2006 DS41  | 23 fev 2006 | Kitt Peak     | Spacewatch          | —         | MPC                           |
| 304022     | 2006 DP45  | 20 fev 2006 | Mount Lemmon  | Mount Lemmon Survey | —         | MPC                           |
| 304023     | 2006 DC47  | 20 fev 2006 | Mount Lemmon  | Mount Lemmon Survey | —         | MPC                           |
| 304024     | 2006 DF55  | 24 fev 2006 | Socorro       | LINEAR              | —         | MPC                           |
| 304025     | 2006 DR59  | 24 fev 2006 | Mount Lemmon  | Mount Lemmon Survey | —         | MPC                           |
| 304026     | 2006 DK67  | 22 fev 2006 | Catalina      | CSS                 | —         | MPC                           |
| 304027     | 2006 DM69  | 20 fev 2006 | Kitt Peak     | Spacewatch          | —         | MPC                           |
| 304028     | 2006 DO69  | 20 fev 2006 | Kitt Peak     | Spacewatch          | —         | MPC                           |
| 304029     | 2006 DV73  | 23 fev 2006 | Kitt Peak     | Spacewatch          | —         | MPC                           |
| 304030     | 2006 DA74  | 23 fev 2006 | Kitt Peak     | Spacewatch          | —         | MPC                           |
| 304031     | 2006 DM81  | 24 fev 2006 | Kitt Peak     | Spacewatch          | —         | MPC                           |
| 304032     | 2006 DR89  | 24 fev 2006 | Mount Lemmon  | Mount Lemmon Survey | —         | MPC                           |
| 304033     | 2006 DX89  | 24 fev 2006 | Kitt Peak     | Spacewatch          | Mitidika  | MPC                           |
| 304034     | 2006 DS90  | 24 fev 2006 | Kitt Peak     | Spacewatch          | —         | MPC                           |
| 304035     | 2006 DY92  | 24 fev 2006 | Kitt Peak     | Spacewatch          | —         | MPC                           |
| 304036     | 2006 DX101 | 25 fev 2006 | Kitt Peak     | Spacewatch          | —         | MPC                           |
| 304037     | 2006 DO104 | 25 fev 2006 | Kitt Peak     | Spacewatch          | —         | MPC                           |
| 304038     | 2006 DE115 | 27 fev 2006 | Kitt Peak     | Spacewatch          | —         | MPC                           |
| 304039     | 2006 DY119 | 20 fev 2006 | Catalina      | CSS                 | —         | MPC                           |
| 304040     | 2006 DH134 | 25 fev 2006 | Kitt Peak     | Spacewatch          | —         | MPC                           |
| 304041     | 2006 DL134 | 25 fev 2006 | Kitt Peak     | Spacewatch          | —         | MPC                           |
| 304042     | 2006 DR140 | 25 fev 2006 | Kitt Peak     | Spacewatch          | —         | MPC                           |
| 304043     | 2006 DN150 | 25 fev 2006 | Kitt Peak     | Spacewatch          | —         | MPC                           |
| 304044     | 2006 DK153 | 25 fev 2006 | Kitt Peak     | Spacewatch          | —         | MPC                           |
| 304045     | 2006 DT166 | 27 fev 2006 | Kitt Peak     | Spacewatch          | —         | MPC                           |
| 304046     | 2006 DR189 | 27 fev 2006 | Kitt Peak     | Spacewatch          | —         | MPC                           |
| 304047     | 2006 DL194 | 28 fev 2006 | Mount Lemmon  | Mount Lemmon Survey | —         | MPC                           |
| 304048     | 2006 DO216 | 20 fev 2006 | Kitt Peak     | Spacewatch          | —         | MPC                           |
| 304049     | 2006 ED19  | 2 mar 2006  | Kitt Peak     | Spacewatch          | —         | MPC                           |
| 304050     | 2006 EQ19  | 2 mar 2006  | Kitt Peak     | Spacewatch          | —         | MPC                           |
| 304051     | 2006 ES33  | 3 mar 2006  | Catalina      | CSS                 | —         | MPC                           |
| 304052     | 2006 EV33  | 3 mar 2006  | Catalina      | CSS                 | —         | MPC                           |
| 304053     | 2006 EX33  | 3 mar 2006  | Catalina      | CSS                 | —         | MPC                           |
| 304054     | 2006 EB38  | 4 mar 2006  | Mount Lemmon  | Mount Lemmon Survey | —         | MPC                           |
| 304055     | 2006 EM48  | 4 mar 2006  | Kitt Peak     | Spacewatch          | —         | MPC                           |
| 304056     | 2006 EG65  | 5 mar 2006  | Kitt Peak     | Spacewatch          | —         | MPC                           |
| 304057     | 2006 EA66  | 5 mar 2006  | Kitt Peak     | Spacewatch          | —         | MPC                           |
| 304058     | 2006 FH3   | 23 mar 2006 | Kitt Peak     | Spacewatch          | —         | MPC                           |
| 304059     | 2006 FX3   | 23 mar 2006 | Kitt Peak     | Spacewatch          | —         | MPC                           |
| 304060     | 2006 FQ12  | 23 mar 2006 | Kitt Peak     | Spacewatch          | Mitidika  | MPC                           |
| 304061     | 2006 FB13  | 23 mar 2006 | Kitt Peak     | Spacewatch          | —         | MPC                           |
| 304062     | 2006 FW15  | 23 mar 2006 | Mount Lemmon  | Mount Lemmon Survey | —         | MPC                           |
| 304063     | 2006 FY16  | 23 mar 2006 | Mount Lemmon  | Mount Lemmon Survey | —         | MPC                           |
| 304064     | 2006 FM22  | 24 mar 2006 | Mount Lemmon  | Mount Lemmon Survey | —         | MPC                           |
| 304065     | 2006 FM23  | 24 mar 2006 | Kitt Peak     | Spacewatch          | —         | MPC                           |
| 304066     | 2006 FN24  | 24 mar 2006 | Kitt Peak     | Spacewatch          | —         | MPC                           |
| 304067     | 2006 FT34  | 25 mar 2006 | Palomar       | NEAT                | —         | MPC                           |
| 304068     | 2006 FB38  | 23 mar 2006 | Kitt Peak     | Spacewatch          | —         | MPC                           |
| 304069     | 2006 FR47  | 24 mar 2006 | Socorro       | LINEAR              | —         | MPC                           |
| 304070     | 2006 FO49  | 25 mar 2006 | Catalina      | CSS                 | —         | MPC                           |
| 304071     | 2006 FS53  | 25 mar 2006 | Kitt Peak     | Spacewatch          | —         | MPC                           |
| 304072     | 2006 GQ15  | 2 abr 2006  | Kitt Peak     | Spacewatch          | —         | MPC                           |
| 304073     | 2006 GK21  | 2 abr 2006  | Mount Lemmon  | Mount Lemmon Survey | —         | MPC                           |
| 304074     | 2006 GR24  | 2 abr 2006  | Kitt Peak     | Spacewatch          | —         | MPC                           |
| 304075     | 2006 GT25  | 2 abr 2006  | Kitt Peak     | Spacewatch          | —         | MPC                           |
| 304076     | 2006 GP30  | 2 abr 2006  | Mount Lemmon  | Mount Lemmon Survey | —         | MPC                           |
| 304077     | 2006 GO31  | 2 abr 2006  | Kitt Peak     | Spacewatch          | —         | MPC                           |
| 304078     | 2006 GW35  | 7 abr 2006  | Catalina      | CSS                 | —         | MPC                           |
| 304079     | 2006 GQ37  | 9 abr 2006  | Kitt Peak     | Spacewatch          | —         | MPC                           |
| 304080     | 2006 GN38  | 4 abr 2006  | Črni Vrh      | Črni Vrh            | —         | MPC                           |
| 304081     | 2006 GK40  | 6 abr 2006  | Catalina      | CSS                 | —         | MPC                           |
| 304082     | 2006 GL40  | 6 abr 2006  | Catalina      | CSS                 | —         | MPC                           |
| 304083     | 2006 GW47  | 9 abr 2006  | Kitt Peak     | Spacewatch          | —         | MPC                           |
| 304084     | 2006 GL54  | 2 abr 2006  | Mount Lemmon  | Mount Lemmon Survey | —         | MPC                           |
| 304085     | 2006 GP54  | 7 abr 2006  | Kitt Peak     | Spacewatch          | Mitidika  | MPC                           |
| 304086     | 2006 HZ1   | 18 abr 2006 | Palomar       | NEAT                | —         | MPC                           |
| 304087     | 2006 HP3   | 18 abr 2006 | Anderson Mesa | LONEOS              | —         | MPC                           |
| 304088     | 2006 HX5   | 20 abr 2006 | Kitt Peak     | Spacewatch          | —         | MPC                           |
| 304089     | 2006 HQ18  | 21 abr 2006 | Mount Lemmon  | Mount Lemmon Survey | —         | MPC                           |
| 304090     | 2006 HG19  | 18 abr 2006 | Kitt Peak     | Spacewatch          | —         | MPC                           |
| 304091     | 2006 HV20  | 19 abr 2006 | Mount Lemmon  | Mount Lemmon Survey | —         | MPC                           |
| 304092     | 2006 HR28  | 20 abr 2006 | Kitt Peak     | Spacewatch          | —         | MPC                           |
| 304093     | 2006 HM29  | 23 abr 2006 | Catalina      | CSS                 | —         | MPC                           |
| 304094     | 2006 HV32  | 19 abr 2006 | Anderson Mesa | LONEOS              | —         | MPC                           |
| 304095     | 2006 HT36  | 20 abr 2006 | Mount Lemmon  | Mount Lemmon Survey | —         | MPC                           |
| 304096     | 2006 HF50  | 26 abr 2006 | Catalina      | CSS                 | —         | MPC                           |
| 304097     | 2006 HK50  | 26 abr 2006 | Mount Lemmon  | Mount Lemmon Survey | —         | MPC                           |
| 304098     | 2006 HT51  | 26 abr 2006 | Reedy Creek   | J. Broughton        | —         | MPC                           |
| 304099     | 2006 HG57  | 24 abr 2006 | Socorro       | LINEAR              | —         | MPC                           |
| 304100     | 2006 HU57  | 30 abr 2006 | Kitt Peak     | Spacewatch          | —         | MPC                           |

## 304101–304200
| Designação | Designação | Descoberta  | Descoberta        | Descobridor(es)     | Categoria | Mais informações / Referência |
| Permanente | Provisória | Data        | Local             | Descobridor(es)     | Categoria | Mais informações / Referência |
| ---------- | ---------- | ----------- | ----------------- | ------------------- | --------- | ----------------------------- |
| 304101     | 2006 HQ59  | 24 abr 2006 | Socorro           | LINEAR              | —         | MPC                           |
| 304102     | 2006 HK65  | 24 abr 2006 | Kitt Peak         | Spacewatch          | —         | MPC                           |
| 304103     | 2006 HU71  | 25 abr 2006 | Kitt Peak         | Spacewatch          | —         | MPC                           |
| 304104     | 2006 HD73  | 25 abr 2006 | Kitt Peak         | Spacewatch          | —         | MPC                           |
| 304105     | 2006 HF78  | 26 abr 2006 | Kitt Peak         | Spacewatch          | —         | MPC                           |
| 304106     | 2006 HX91  | 29 abr 2006 | Kitt Peak         | Spacewatch          | —         | MPC                           |
| 304107     | 2006 HW93  | 29 abr 2006 | Kitt Peak         | Spacewatch          | —         | MPC                           |
| 304108     | 2006 HO96  | 30 abr 2006 | Kitt Peak         | Spacewatch          | —         | MPC                           |
| 304109     | 2006 HA100 | 30 abr 2006 | Kitt Peak         | Spacewatch          | —         | MPC                           |
| 304110     | 2006 HQ108 | 30 abr 2006 | Catalina          | CSS                 | —         | MPC                           |
| 304111     | 2006 HJ118 | 30 abr 2006 | Kitt Peak         | Spacewatch          | —         | MPC                           |
| 304112     | 2006 HC120 | 30 abr 2006 | Kitt Peak         | Spacewatch          | —         | MPC                           |
| 304113     | 2006 JK5   | 3 mai 2006  | Mount Lemmon      | Mount Lemmon Survey | —         | MPC                           |
| 304114     | 2006 JP22  | 2 mai 2006  | Kitt Peak         | Spacewatch          | —         | MPC                           |
| 304115     | 2006 JY23  | 3 mai 2006  | Mount Lemmon      | Mount Lemmon Survey | —         | MPC                           |
| 304116     | 2006 JF24  | 4 mai 2006  | Mount Lemmon      | Mount Lemmon Survey | —         | MPC                           |
| 304117     | 2006 JC32  | 3 mai 2006  | Kitt Peak         | Spacewatch          | —         | MPC                           |
| 304118     | 2006 JM37  | 5 mai 2006  | Kitt Peak         | Spacewatch          | —         | MPC                           |
| 304119     | 2006 JD40  | 6 mai 2006  | Kitt Peak         | Spacewatch          | —         | MPC                           |
| 304120     | 2006 JG45  | 7 mai 2006  | Mount Lemmon      | Mount Lemmon Survey | Phocaea   | MPC                           |
| 304121     | 2006 JD55  | 9 mai 2006  | Mount Lemmon      | Mount Lemmon Survey | —         | MPC                           |
| 304122     | 2006 JY73  | 1 mai 2006  | Mauna Kea         | P. A. Wiegert       | Mitidika  | MPC                           |
| 304123     | 2006 KT2   | 18 mai 2006 | Palomar           | NEAT                | —         | MPC                           |
| 304124     | 2006 KM5   | 19 mai 2006 | Mount Lemmon      | Mount Lemmon Survey | —         | MPC                           |
| 304125     | 2006 KU7   | 19 mai 2006 | Mount Lemmon      | Mount Lemmon Survey | —         | MPC                           |
| 304126     | 2006 KG13  | 20 mai 2006 | Kitt Peak         | Spacewatch          | —         | MPC                           |
| 304127     | 2006 KK14  | 20 mai 2006 | Palomar           | NEAT                | Flora     | MPC                           |
| 304128     | 2006 KD15  | 20 mai 2006 | Catalina          | CSS                 | —         | MPC                           |
| 304129     | 2006 KY36  | 21 mai 2006 | Mount Lemmon      | Mount Lemmon Survey | —         | MPC                           |
| 304130     | 2006 KJ40  | 18 mai 2006 | Palomar           | NEAT                | —         | MPC                           |
| 304131     | 2006 KL42  | 20 mai 2006 | Mount Lemmon      | Mount Lemmon Survey | —         | MPC                           |
| 304132     | 2006 KA47  | 21 mai 2006 | Mount Lemmon      | Mount Lemmon Survey | —         | MPC                           |
| 304133     | 2006 KC51  | 21 mai 2006 | Mount Lemmon      | Mount Lemmon Survey | —         | MPC                           |
| 304134     | 2006 KB64  | 23 mai 2006 | Kitt Peak         | Spacewatch          | —         | MPC                           |
| 304135     | 2006 KE64  | 23 mai 2006 | Kitt Peak         | Spacewatch          | —         | MPC                           |
| 304136     | 2006 KO64  | 23 mai 2006 | Mount Lemmon      | Mount Lemmon Survey | —         | MPC                           |
| 304137     | 2006 KP70  | 22 mai 2006 | Kitt Peak         | Spacewatch          | —         | MPC                           |
| 304138     | 2006 KR77  | 24 mai 2006 | Palomar           | NEAT                | —         | MPC                           |
| 304139     | 2006 KT77  | 24 mai 2006 | Palomar           | NEAT                | Pallas    | MPC                           |
| 304140     | 2006 KU79  | 25 mai 2006 | Mount Lemmon      | Mount Lemmon Survey | —         | MPC                           |
| 304141     | 2006 KP80  | 25 mai 2006 | Mount Lemmon      | Mount Lemmon Survey | —         | MPC                           |
| 304142     | 2006 KW81  | 25 mai 2006 | Mount Lemmon      | Mount Lemmon Survey | —         | MPC                           |
| 304143     | 2006 KJ84  | 22 mai 2006 | Kitt Peak         | Spacewatch          | —         | MPC                           |
| 304144     | 2006 KV92  | 25 mai 2006 | Kitt Peak         | Spacewatch          | —         | MPC                           |
| 304145     | 2006 KF99  | 26 mai 2006 | Mount Lemmon      | Mount Lemmon Survey | —         | MPC                           |
| 304146     | 2006 KH102 | 27 mai 2006 | Kitt Peak         | Spacewatch          | —         | MPC                           |
| 304147     | 2006 KR115 | 29 mai 2006 | Kitt Peak         | Spacewatch          | —         | MPC                           |
| 304148     | 2006 KB122 | 26 mai 2006 | Siding Spring     | SSS                 | —         | MPC                           |
| 304149     | 2006 KM143 | 29 mai 2006 | Siding Spring     | SSS                 | —         | MPC                           |
| 304150     | 2006 LL2   | 15 jun 2006 | Kitt Peak         | Spacewatch          | Phocaea   | MPC                           |
| 304151     | 2006 ME14  | 17 jun 2006 | Siding Spring     | SSS                 | —         | MPC                           |
| 304152     | 2006 NH    | 3 jul 2006  | Hibiscus          | S. F. Hönig         | —         | MPC                           |
| 304153     | 2006 OU10  | 25 jul 2006 | Mount Lemmon      | Mount Lemmon Survey | —         | MPC                           |
| 304154     | 2006 OW17  | 18 jul 2006 | Siding Spring     | SSS                 | —         | MPC                           |
| 304155     | 2006 OO18  | 20 jul 2006 | Siding Spring     | SSS                 | —         | MPC                           |
| 304156     | 2006 OU19  | 20 jul 2006 | Siding Spring     | SSS                 | —         | MPC                           |
| 304157     | 2006 OT20  | 21 jul 2006 | Mount Lemmon      | Mount Lemmon Survey | —         | MPC                           |
| 304158     | 2006 OV21  | 18 jul 2006 | Siding Spring     | SSS                 | —         | MPC                           |
| 304159     | 2006 PF    | 2 ago 2006  | Pla D'Arguines    | R. Ferrando         | —         | MPC                           |
| 304160     | 2006 PG1   | 13 ago 2006 | Palomar           | NEAT                | —         | MPC                           |
| 304161     | 2006 PE3   | 12 ago 2006 | Palomar           | NEAT                | —         | MPC                           |
| 304162     | 2006 PS6   | 12 ago 2006 | Palomar           | NEAT                | —         | MPC                           |
| 304163     | 2006 PQ7   | 12 ago 2006 | Palomar           | NEAT                | —         | MPC                           |
| 304164     | 2006 PN10  | 13 ago 2006 | Palomar           | NEAT                | —         | MPC                           |
| 304165     | 2006 PG12  | 13 ago 2006 | Palomar           | NEAT                | —         | MPC                           |
| 304166     | 2006 PL15  | 15 ago 2006 | Palomar           | NEAT                | —         | MPC                           |
| 304167     | 2006 PX16  | 15 ago 2006 | Palomar           | NEAT                | —         | MPC                           |
| 304168     | 2006 PK20  | 14 ago 2006 | Siding Spring     | SSS                 | —         | MPC                           |
| 304169     | 2006 PW25  | 13 ago 2006 | Palomar           | NEAT                | —         | MPC                           |
| 304170     | 2006 PP37  | 13 ago 2006 | Palomar           | NEAT                | —         | MPC                           |
| 304171     | 2006 PF39  | 14 ago 2006 | Palomar           | NEAT                | —         | MPC                           |
| 304172     | 2006 PX40  | 14 ago 2006 | Palomar           | NEAT                | —         | MPC                           |
| 304173     | 2006 PN43  | 15 ago 2006 | Lulin Observatory | C.-S. Lin, Q.-z. Ye | —         | MPC                           |
| 304174     | 2006 PQ43  | 6 ago 2006  | Lulin             | C.-S. Lin, Q.-z. Ye | —         | MPC                           |
| 304175     | 2006 QT3   | 18 ago 2006 | Kitt Peak         | Spacewatch          | —         | MPC                           |
| 304176     | 2006 QP5   | 16 ago 2006 | Reedy Creek       | J. Broughton        | —         | MPC                           |
| 304177     | 2006 QK9   | 19 ago 2006 | Kitt Peak         | Spacewatch          | —         | MPC                           |
| 304178     | 2006 QH17  | 17 ago 2006 | Palomar           | NEAT                | —         | MPC                           |
| 304179     | 2006 QC18  | 17 ago 2006 | Palomar           | NEAT                | —         | MPC                           |
| 304180     | 2006 QA26  | 19 ago 2006 | Anderson Mesa     | LONEOS              | —         | MPC                           |
| 304181     | 2006 QG34  | 19 ago 2006 | Kitt Peak         | Spacewatch          | Eos       | MPC                           |
| 304182     | 2006 QV37  | 16 ago 2006 | Siding Spring     | SSS                 | —         | MPC                           |
| 304183     | 2006 QO41  | 17 ago 2006 | Palomar           | NEAT                | —         | MPC                           |
| 304184     | 2006 QH52  | 23 ago 2006 | Palomar           | NEAT                | —         | MPC                           |
| 304185     | 2006 QC53  | 23 ago 2006 | Palomar           | NEAT                | —         | MPC                           |
| 304186     | 2006 QN56  | 20 ago 2006 | Kitt Peak         | Spacewatch          | —         | MPC                           |
| 304187     | 2006 QF57  | 23 ago 2006 | Črni Vrh          | Črni Vrh            | —         | MPC                           |
| 304188     | 2006 QZ59  | 19 ago 2006 | Palomar           | NEAT                | —         | MPC                           |
| 304189     | 2006 QU65  | 27 ago 2006 | Kitt Peak         | Spacewatch          | —         | MPC                           |
| 304190     | 2006 QY65  | 25 ago 2006 | Hibiscus          | S. F. Hönig         | —         | MPC                           |
| 304191     | 2006 QY70  | 21 ago 2006 | Kitt Peak         | Spacewatch          | —         | MPC                           |
| 304192     | 2006 QW78  | 23 ago 2006 | Socorro           | LINEAR              | —         | MPC                           |
| 304193     | 2006 QM79  | 24 ago 2006 | Socorro           | LINEAR              | —         | MPC                           |
| 304194     | 2006 QP80  | 24 ago 2006 | Palomar           | NEAT                | —         | MPC                           |
| 304195     | 2006 QG82  | 25 ago 2006 | Pises             | Pises Obs.          | —         | MPC                           |
| 304196     | 2006 QL92  | 9 abr 2005  | Kitt Peak         | Spacewatch          | —         | MPC                           |
| 304197     | 2006 QL96  | 16 ago 2006 | Palomar           | NEAT                | —         | MPC                           |
| 304198     | 2006 QA98  | 22 ago 2006 | Palomar           | NEAT                | —         | MPC                           |
| 304199     | 2006 QF100 | 24 ago 2006 | Socorro           | LINEAR              | —         | MPC                           |
| 304200     | 2006 QJ102 | 27 ago 2006 | Kitt Peak         | Spacewatch          | —         | MPC                           |

## 304201–304300
| Designação     | Designação | Descoberta  | Descoberta           | Descobridor(es)     | Categoria | Mais informações / Referência |
| Permanente     | Provisória | Data        | Local                | Descobridor(es)     | Categoria | Mais informações / Referência |
| -------------- | ---------- | ----------- | -------------------- | ------------------- | --------- | ----------------------------- |
| 304201         | 2006 QN106 | 28 ago 2006 | Catalina             | CSS                 | —         | MPC                           |
| 304202         | 2006 QQ106 | 28 ago 2006 | Catalina             | CSS                 | —         | MPC                           |
| 304203         | 2006 QR110 | 27 ago 2006 | Vallemare di Borbona | V. S. Casulli       | —         | MPC                           |
| 304204         | 2006 QK112 | 23 ago 2006 | Palomar              | NEAT                | —         | MPC                           |
| 304205         | 2006 QB116 | 27 ago 2006 | Anderson Mesa        | LONEOS              | —         | MPC                           |
| 304206         | 2006 QJ116 | 27 ago 2006 | Anderson Mesa        | LONEOS              | —         | MPC                           |
| 304207         | 2006 QB117 | 27 ago 2006 | Anderson Mesa        | LONEOS              | —         | MPC                           |
| 304208         | 2006 QY117 | 27 ago 2006 | Anderson Mesa        | LONEOS              | —         | MPC                           |
| 304209         | 2006 QD120 | 29 ago 2006 | Catalina             | CSS                 | —         | MPC                           |
| 304210         | 2006 QY120 | 29 ago 2006 | Catalina             | CSS                 | —         | MPC                           |
| 304211         | 2006 QT123 | 29 ago 2006 | Anderson Mesa        | LONEOS              | —         | MPC                           |
| 304212         | 2006 QN127 | 17 ago 2006 | Palomar              | NEAT                | —         | MPC                           |
| 304213         | 2006 QF130 | 19 ago 2006 | Palomar              | NEAT                | —         | MPC                           |
| 304214         | 2006 QU133 | 24 ago 2006 | Socorro              | LINEAR              | —         | MPC                           |
| 304215         | 2006 QS136 | 30 ago 2006 | Anderson Mesa        | LONEOS              | —         | MPC                           |
| 304216         | 2006 QU138 | 16 ago 2006 | Lulin                | C.-S. Lin, Q.-z. Ye | Eos       | MPC                           |
| 304217         | 2006 QH142 | 18 ago 2006 | Palomar              | NEAT                | —         | MPC                           |
| 304218         | 2006 QM146 | 18 ago 2006 | Kitt Peak            | Spacewatch          | Eos       | MPC                           |
| 304219         | 2006 QT147 | 18 ago 2006 | Kitt Peak            | Spacewatch          | —         | MPC                           |
| 304220         | 2006 QE158 | 19 ago 2006 | Kitt Peak            | Spacewatch          | —         | MPC                           |
| 304221         | 2006 QJ158 | 19 ago 2006 | Kitt Peak            | Spacewatch          | —         | MPC                           |
| 304222         | 2006 QA160 | 19 ago 2006 | Kitt Peak            | Spacewatch          | —         | MPC                           |
| 304223         | 2006 QN161 | 19 ago 2006 | Kitt Peak            | Spacewatch          | —         | MPC                           |
| 304224         | 2006 QP162 | 21 ago 2006 | Kitt Peak            | Spacewatch          | —         | MPC                           |
| 304225         | 2006 QX163 | 29 ago 2006 | Catalina             | CSS                 | —         | MPC                           |
| 304226         | 2006 QG164 | 29 ago 2006 | Anderson Mesa        | LONEOS              | —         | MPC                           |
| 304227         | 2006 QD168 | 30 ago 2006 | Anderson Mesa        | LONEOS              | —         | MPC                           |
| 304228         | 2006 QD183 | 21 ago 2006 | Kitt Peak            | Spacewatch          | —         | MPC                           |
| 304229         | 2006 QE183 | 21 ago 2006 | Kitt Peak            | Spacewatch          | —         | MPC                           |
| 304230         | 2006 QG184 | 18 ago 2006 | Kitt Peak            | Spacewatch          | Themis    | MPC                           |
| 304231         | 2006 QH184 | 18 ago 2006 | Kitt Peak            | Spacewatch          | —         | MPC                           |
| 304232         | 2006 QB185 | 24 ago 2006 | Palomar              | NEAT                | —         | MPC                           |
| 304233 Majaess | 2006 RE3   | 14 set 2006 | Mauna Kea            | D. D. Balam         | —         | MPC                           |
| 304234         | 2006 RY4   | 14 set 2006 | Catalina             | CSS                 | —         | MPC                           |
| 304235         | 2006 RS9   | 13 set 2006 | Palomar              | NEAT                | —         | MPC                           |
| 304236         | 2006 RH11  | 12 set 2006 | Catalina             | CSS                 | —         | MPC                           |
| 304237         | 2006 RL11  | 12 set 2006 | Catalina             | CSS                 | —         | MPC                           |
| 304238         | 2006 RN13  | 17 mar 2005 | Kitt Peak            | Spacewatch          | Eos       | MPC                           |
| 304239         | 2006 RS15  | 14 set 2006 | Catalina             | CSS                 | —         | MPC                           |
| 304240         | 2006 RK20  | 15 set 2006 | Socorro              | LINEAR              | —         | MPC                           |
| 304241         | 2006 RS26  | 14 set 2006 | Kitt Peak            | Spacewatch          | Maria     | MPC                           |
| 304242         | 2006 RE28  | 14 set 2006 | Kitt Peak            | Spacewatch          | —         | MPC                           |
| 304243         | 2006 RJ29  | 15 set 2006 | Kitt Peak            | Spacewatch          | —         | MPC                           |
| 304244         | 2006 RZ29  | 15 set 2006 | Kitt Peak            | Spacewatch          | —         | MPC                           |
| 304245         | 2006 RD40  | 12 set 2006 | Catalina             | CSS                 | —         | MPC                           |
| 304246         | 2006 RB43  | 14 set 2006 | Kitt Peak            | Spacewatch          | —         | MPC                           |
| 304247         | 2006 RR44  | 14 set 2006 | Kitt Peak            | Spacewatch          | —         | MPC                           |
| 304248         | 2006 RR47  | 14 set 2006 | Kitt Peak            | Spacewatch          | —         | MPC                           |
| 304249         | 2006 RS47  | 14 set 2006 | Kitt Peak            | Spacewatch          | —         | MPC                           |
| 304250         | 2006 RP49  | 14 set 2006 | Kitt Peak            | Spacewatch          | —         | MPC                           |
| 304251         | 2006 RN50  | 14 set 2006 | Kitt Peak            | Spacewatch          | —         | MPC                           |
| 304252         | 2006 RP50  | 14 set 2006 | Kitt Peak            | Spacewatch          | —         | MPC                           |
| 304253         | 2006 RA51  | 14 set 2006 | Kitt Peak            | Spacewatch          | —         | MPC                           |
| 304254         | 2006 RR56  | 14 set 2006 | Kitt Peak            | Spacewatch          | —         | MPC                           |
| 304255         | 2006 RX60  | 14 set 2006 | Palomar              | NEAT                | —         | MPC                           |
| 304256         | 2006 RH65  | 14 set 2006 | Palomar              | NEAT                | —         | MPC                           |
| 304257         | 2006 RP66  | 14 set 2006 | Kitt Peak            | Spacewatch          | —         | MPC                           |
| 304258         | 2006 RD69  | 15 set 2006 | Kitt Peak            | Spacewatch          | —         | MPC                           |
| 304259         | 2006 RJ69  | 15 set 2006 | Kitt Peak            | Spacewatch          | —         | MPC                           |
| 304260         | 2006 RX79  | 15 set 2006 | Kitt Peak            | Spacewatch          | —         | MPC                           |
| 304261         | 2006 RT80  | 15 set 2006 | Kitt Peak            | Spacewatch          | Themis    | MPC                           |
| 304262         | 2006 RZ81  | 15 set 2006 | Kitt Peak            | Spacewatch          | —         | MPC                           |
| 304263         | 2006 RP83  | 15 set 2006 | Kitt Peak            | Spacewatch          | Maria     | MPC                           |
| 304264         | 2006 RU85  | 15 set 2006 | Kitt Peak            | Spacewatch          | —         | MPC                           |
| 304265         | 2006 RN89  | 15 set 2006 | Kitt Peak            | Spacewatch          | —         | MPC                           |
| 304266         | 2006 RB92  | 15 set 2006 | Kitt Peak            | Spacewatch          | —         | MPC                           |
| 304267         | 2006 RQ93  | 15 set 2006 | Kitt Peak            | Spacewatch          | —         | MPC                           |
| 304268         | 2006 RK95  | 15 set 2006 | Kitt Peak            | Spacewatch          | —         | MPC                           |
| 304269         | 2006 RL96  | 15 set 2006 | Kitt Peak            | Spacewatch          | —         | MPC                           |
| 304270         | 2006 RF98  | 14 set 2006 | Palomar              | NEAT                | —         | MPC                           |
| 304271         | 2006 RK102 | 6 set 2006  | Palomar              | NEAT                | —         | MPC                           |
| 304272         | 2006 RG104 | 11 set 2006 | Apache Point         | A. C. Becker        | Eos       | MPC                           |
| 304273         | 2006 RT117 | 14 set 2006 | Mauna Kea            | J. Masiero          | —         | MPC                           |
| 304274         | 2006 RF122 | 15 set 2006 | Kitt Peak            | Spacewatch          | —         | MPC                           |
| 304275         | 2006 SJ10  | 16 set 2006 | Kitt Peak            | Spacewatch          | —         | MPC                           |
| 304276         | 2006 SP15  | 17 set 2006 | Catalina             | CSS                 | —         | MPC                           |
| 304277         | 2006 SL20  | 19 set 2006 | Vallemare Borbon     | V. S. Casulli       | —         | MPC                           |
| 304278         | 2006 SM24  | 16 set 2006 | Catalina             | CSS                 | —         | MPC                           |
| 304279         | 2006 SG29  | 17 set 2006 | Kitt Peak            | Spacewatch          | —         | MPC                           |
| 304280         | 2006 SU29  | 17 set 2006 | Kitt Peak            | Spacewatch          | —         | MPC                           |
| 304281         | 2006 SG38  | 18 set 2006 | Kitt Peak            | Spacewatch          | —         | MPC                           |
| 304282         | 2006 SL47  | 19 set 2006 | Catalina             | CSS                 | —         | MPC                           |
| 304283         | 2006 SD52  | 18 set 2006 | Anderson Mesa        | LONEOS              | —         | MPC                           |
| 304284         | 2006 SB53  | 20 set 2006 | La Sagra             | Mallorca Obs.       | —         | MPC                           |
| 304285         | 2006 SO58  | 20 set 2006 | Kitt Peak            | Spacewatch          | —         | MPC                           |
| 304286         | 2006 SJ60  | 18 set 2006 | Catalina             | CSS                 | —         | MPC                           |
| 304287         | 2006 SL61  | 18 set 2006 | Catalina             | CSS                 | —         | MPC                           |
| 304288         | 2006 SJ64  | 19 set 2006 | Goodricke-Pigott     | R. A. Tucker        | —         | MPC                           |
| 304289         | 2006 SO68  | 19 set 2006 | Kitt Peak            | Spacewatch          | —         | MPC                           |
| 304290         | 2006 SM70  | 19 set 2006 | Kitt Peak            | Spacewatch          | —         | MPC                           |
| 304291         | 2006 SW73  | 19 set 2006 | Kitt Peak            | Spacewatch          | Brangane  | MPC                           |
| 304292         | 2006 SK77  | 18 set 2006 | Catalina             | CSS                 | —         | MPC                           |
| 304293         | 2006 SQ78  | 25 set 2006 | Catalina             | CSS                 | —         | MPC                           |
| 304294         | 2006 SG82  | 18 set 2006 | Kitt Peak            | Spacewatch          | —         | MPC                           |
| 304295         | 2006 SM85  | 18 set 2006 | Kitt Peak            | Spacewatch          | —         | MPC                           |
| 304296         | 2006 SY87  | 18 set 2006 | Kitt Peak            | Spacewatch          | —         | MPC                           |
| 304297         | 2006 SZ87  | 18 set 2006 | Kitt Peak            | Spacewatch          | —         | MPC                           |
| 304298         | 2006 SF100 | 19 set 2006 | Anderson Mesa        | LONEOS              | —         | MPC                           |
| 304299         | 2006 SL101 | 19 set 2006 | Catalina             | CSS                 | —         | MPC                           |
| 304300         | 2006 SS102 | 19 set 2006 | Kitt Peak            | Spacewatch          | —         | MPC                           |

## 304301–304400
| Designação    | Designação | Descoberta  | Descoberta      | Descobridor(es)       | Categoria | Mais informações / Referência |
| Permanente    | Provisória | Data        | Local           | Descobridor(es)       | Categoria | Mais informações / Referência |
| ------------- | ---------- | ----------- | --------------- | --------------------- | --------- | ----------------------------- |
| 304301        | 2006 SO106 | 19 set 2006 | Kitt Peak       | Spacewatch            | —         | MPC                           |
| 304302        | 2006 ST117 | 24 set 2006 | Kitt Peak       | Spacewatch            | —         | MPC                           |
| 304303        | 2006 SN121 | 18 set 2006 | Anderson Mesa   | LONEOS                | Eos       | MPC                           |
| 304304        | 2006 SZ129 | 19 set 2006 | Anderson Mesa   | LONEOS                | —         | MPC                           |
| 304305        | 2006 SW138 | 21 set 2006 | Anderson Mesa   | LONEOS                | —         | MPC                           |
| 304306        | 2006 SF141 | 25 set 2006 | Anderson Mesa   | LONEOS                | —         | MPC                           |
| 304307        | 2006 SN142 | 19 set 2006 | Catalina        | CSS                   | —         | MPC                           |
| 304308        | 2006 SG144 | 19 set 2006 | Kitt Peak       | Spacewatch            | Themis    | MPC                           |
| 304309        | 2006 SA146 | 19 set 2006 | Kitt Peak       | Spacewatch            | —         | MPC                           |
| 304310        | 2006 SG157 | 23 set 2006 | Kitt Peak       | Spacewatch            | —         | MPC                           |
| 304311        | 2006 SL159 | 23 set 2006 | Kitt Peak       | Spacewatch            | —         | MPC                           |
| 304312        | 2006 SC161 | 23 set 2006 | Kitt Peak       | Spacewatch            | —         | MPC                           |
| 304313        | 2006 SD162 | 24 set 2006 | Kitt Peak       | Spacewatch            | —         | MPC                           |
| 304314        | 2006 ST164 | 25 set 2006 | Kitt Peak       | Spacewatch            | —         | MPC                           |
| 304315        | 2006 SU164 | 25 set 2006 | Kitt Peak       | Spacewatch            | —         | MPC                           |
| 304316        | 2006 SB167 | 25 set 2006 | Kitt Peak       | Spacewatch            | —         | MPC                           |
| 304317        | 2006 SF168 | 25 set 2006 | Kitt Peak       | Spacewatch            | —         | MPC                           |
| 304318        | 2006 SU169 | 25 set 2006 | Kitt Peak       | Spacewatch            | —         | MPC                           |
| 304319        | 2006 SE171 | 25 set 2006 | Kitt Peak       | Spacewatch            | —         | MPC                           |
| 304320        | 2006 SF171 | 22 set 2001 | Kitt Peak       | Spacewatch            | —         | MPC                           |
| 304321        | 2006 SS174 | 25 set 2006 | Mount Lemmon    | Mount Lemmon Survey   | —         | MPC                           |
| 304322        | 2006 SO178 | 25 set 2006 | Mount Lemmon    | Mount Lemmon Survey   | —         | MPC                           |
| 304323        | 2006 SH183 | 25 set 2006 | Mount Lemmon    | Mount Lemmon Survey   | —         | MPC                           |
| 304324        | 2006 SV184 | 25 set 2006 | Mount Lemmon    | Mount Lemmon Survey   | —         | MPC                           |
| 304325        | 2006 SM186 | 25 set 2006 | Kitt Peak       | Spacewatch            | —         | MPC                           |
| 304326        | 2006 SX187 | 26 set 2006 | Kitt Peak       | Spacewatch            | —         | MPC                           |
| 304327        | 2006 SC202 | 24 set 2006 | Kitt Peak       | Spacewatch            | —         | MPC                           |
| 304328        | 2006 SK206 | 25 set 2006 | Kitt Peak       | Spacewatch            | —         | MPC                           |
| 304329        | 2006 SD211 | 26 set 2006 | Catalina        | CSS                   | —         | MPC                           |
| 304330        | 2006 SX217 | 30 set 2006 | Mount Lemmon    | Mount Lemmon Survey   | —         | MPC                           |
| 304331        | 2006 ST222 | 25 set 2006 | Mount Lemmon    | Mount Lemmon Survey   | —         | MPC                           |
| 304332        | 2006 SX223 | 25 set 2006 | Mount Lemmon    | Mount Lemmon Survey   | —         | MPC                           |
| 304333        | 2006 SX224 | 13 jun 2005 | Mount Lemmon    | Mount Lemmon Survey   | —         | MPC                           |
| 304334        | 2006 ST231 | 26 set 2006 | Kitt Peak       | Spacewatch            | —         | MPC                           |
| 304335        | 2006 SD234 | 26 set 2006 | Kitt Peak       | Spacewatch            | —         | MPC                           |
| 304336        | 2006 SM249 | 26 set 2006 | Kitt Peak       | Spacewatch            | —         | MPC                           |
| 304337        | 2006 SM250 | 26 set 2006 | Kitt Peak       | Spacewatch            | —         | MPC                           |
| 304338        | 2006 SK251 | 26 set 2006 | Kitt Peak       | Spacewatch            | —         | MPC                           |
| 304339        | 2006 SO253 | 26 set 2006 | Mount Lemmon    | Mount Lemmon Survey   | —         | MPC                           |
| 304340        | 2006 SR256 | 26 set 2006 | Kitt Peak       | Spacewatch            | —         | MPC                           |
| 304341        | 2006 SN258 | 26 set 2006 | Kitt Peak       | Spacewatch            | —         | MPC                           |
| 304342        | 2006 SX258 | 26 set 2006 | Kitt Peak       | Spacewatch            | —         | MPC                           |
| 304343        | 2006 SF262 | 26 set 2006 | Mount Lemmon    | Mount Lemmon Survey   | —         | MPC                           |
| 304344        | 2006 SK263 | 26 set 2006 | Kitt Peak       | Spacewatch            | —         | MPC                           |
| 304345        | 2006 SD264 | 26 set 2006 | Kitt Peak       | Spacewatch            | —         | MPC                           |
| 304346        | 2006 SZ266 | 26 set 2006 | Kitt Peak       | Spacewatch            | —         | MPC                           |
| 304347        | 2006 SV274 | 27 set 2006 | Mount Lemmon    | Mount Lemmon Survey   | Brangane  | MPC                           |
| 304348        | 2006 SL282 | 25 set 2006 | Anderson Mesa   | LONEOS                | —         | MPC                           |
| 304349        | 2006 SO285 | 25 set 2006 | Kitt Peak       | Spacewatch            | —         | MPC                           |
| 304350        | 2006 SX290 | 18 set 2006 | Calvin-Rehoboth | Calvin–Rehoboth Obs.  | —         | MPC                           |
| 304351        | 2006 SK295 | 25 set 2006 | Kitt Peak       | Spacewatch            | —         | MPC                           |
| 304352        | 2006 SD296 | 25 set 2006 | Kitt Peak       | Spacewatch            | —         | MPC                           |
| 304353        | 2006 SW310 | 27 set 2006 | Kitt Peak       | Spacewatch            | —         | MPC                           |
| 304354        | 2006 SB313 | 27 set 2006 | Kitt Peak       | Spacewatch            | —         | MPC                           |
| 304355        | 2006 SB315 | 27 set 2006 | Kitt Peak       | Spacewatch            | —         | MPC                           |
| 304356        | 2006 SW321 | 27 set 2006 | Kitt Peak       | Spacewatch            | —         | MPC                           |
| 304357        | 2006 SY322 | 27 set 2006 | Kitt Peak       | Spacewatch            | —         | MPC                           |
| 304358        | 2006 SJ329 | 27 set 2006 | Kitt Peak       | Spacewatch            | —         | MPC                           |
| 304359        | 2006 SF330 | 27 set 2006 | Kitt Peak       | Spacewatch            | —         | MPC                           |
| 304360        | 2006 SM333 | 28 set 2006 | Kitt Peak       | Spacewatch            | —         | MPC                           |
| 304361        | 2006 SA335 | 28 set 2006 | Kitt Peak       | Spacewatch            | —         | MPC                           |
| 304362        | 2006 SA336 | 28 set 2006 | Kitt Peak       | Spacewatch            | —         | MPC                           |
| 304363        | 2006 SW336 | 28 set 2006 | Kitt Peak       | Spacewatch            | —         | MPC                           |
| 304364        | 2006 SK340 | 28 set 2006 | Kitt Peak       | Spacewatch            | —         | MPC                           |
| 304365        | 2006 SJ341 | 28 set 2006 | Kitt Peak       | Spacewatch            | —         | MPC                           |
| 304366        | 2006 SP346 | 28 set 2006 | Kitt Peak       | Spacewatch            | —         | MPC                           |
| 304367        | 2006 SR361 | 30 set 2006 | Mount Lemmon    | Mount Lemmon Survey   | —         | MPC                           |
| 304368 Móricz | 2006 SX363 | 26 set 2006 | Piszkéstető     | K. Sárneczky, B. Csák | —         | MPC                           |
| 304369        | 2006 SZ363 | 27 set 2006 | Kitt Peak       | Spacewatch            | —         | MPC                           |
| 304370        | 2006 SC369 | 27 set 2006 | Mount Lemmon    | Mount Lemmon Survey   | —         | MPC                           |
| 304371        | 2006 SO373 | 16 set 2006 | Apache Point    | A. C. Becker          | —         | MPC                           |
| 304372        | 2006 SD376 | 17 set 2006 | Apache Point    | A. C. Becker          | —         | MPC                           |
| 304373        | 2006 SZ376 | 17 set 2006 | Apache Point    | A. C. Becker          | —         | MPC                           |
| 304374        | 2006 SB378 | 18 set 2006 | Apache Point    | A. C. Becker          | —         | MPC                           |
| 304375        | 2006 SD378 | 18 set 2006 | Apache Point    | A. C. Becker          | —         | MPC                           |
| 304376        | 2006 SF381 | 28 set 2006 | Apache Point    | A. C. Becker          | —         | MPC                           |
| 304377        | 2006 SN381 | 28 set 2006 | Apache Point    | A. C. Becker          | —         | MPC                           |
| 304378        | 2006 SJ382 | 28 set 2006 | Apache Point    | A. C. Becker          | Brangane  | MPC                           |
| 304379        | 2006 SU383 | 29 set 2006 | Apache Point    | A. C. Becker          | —         | MPC                           |
| 304380        | 2006 SZ384 | 29 set 2006 | Apache Point    | A. C. Becker          | —         | MPC                           |
| 304381        | 2006 SA388 | 30 set 2006 | Apache Point    | A. C. Becker          | —         | MPC                           |
| 304382        | 2006 SR392 | 26 set 2006 | Kitt Peak       | Spacewatch            | —         | MPC                           |
| 304383        | 2006 SZ392 | 27 set 2006 | Mount Lemmon    | Mount Lemmon Survey   | —         | MPC                           |
| 304384        | 2006 SD393 | 28 set 2006 | Catalina        | CSS                   | —         | MPC                           |
| 304385        | 2006 SE393 | 28 set 2006 | Mount Lemmon    | Mount Lemmon Survey   | —         | MPC                           |
| 304386        | 2006 SS394 | 17 set 2006 | Kitt Peak       | Spacewatch            | —         | MPC                           |
| 304387        | 2006 SQ399 | 18 set 2006 | Kitt Peak       | Spacewatch            | —         | MPC                           |
| 304388        | 2006 SQ401 | 30 set 2006 | Mount Lemmon    | Mount Lemmon Survey   | Brangane  | MPC                           |
| 304389        | 2006 SF402 | 18 set 2006 | Kitt Peak       | Spacewatch            | —         | MPC                           |
| 304390        | 2006 SH403 | 27 set 2006 | Mount Lemmon    | Mount Lemmon Survey   | —         | MPC                           |
| 304391        | 2006 SK403 | 27 set 2006 | Mount Lemmon    | Mount Lemmon Survey   | —         | MPC                           |
| 304392        | 2006 SM407 | 24 set 2006 | Kitt Peak       | Spacewatch            | —         | MPC                           |
| 304393        | 2006 SL413 | 26 set 2006 | Mount Lemmon    | Mount Lemmon Survey   | —         | MPC                           |
| 304394        | 2006 TA1   | 3 out 2006  | Mount Lemmon    | Mount Lemmon Survey   | —         | MPC                           |
| 304395        | 2006 TJ1   | 1 out 2006  | Socorro         | LINEAR                | —         | MPC                           |
| 304396        | 2006 TU2   | 2 out 2006  | Mount Lemmon    | Mount Lemmon Survey   | Maria     | MPC                           |
| 304397        | 2006 TD3   | 2 out 2006  | Catalina        | CSS                   | —         | MPC                           |
| 304398        | 2006 TH8   | 4 out 2006  | Mount Lemmon    | Mount Lemmon Survey   | —         | MPC                           |
| 304399        | 2006 TP14  | 11 out 2006 | Kitt Peak       | Spacewatch            | —         | MPC                           |
| 304400        | 2006 TS22  | 11 out 2006 | Kitt Peak       | Spacewatch            | —         | MPC                           |

## 304401–304500
| Designação | Designação | Descoberta  | Descoberta   | Descobridor(es)       | Categoria | Mais informações / Referência |
| Permanente | Provisória | Data        | Local        | Descobridor(es)       | Categoria | Mais informações / Referência |
| ---------- | ---------- | ----------- | ------------ | --------------------- | --------- | ----------------------------- |
| 304401     | 2006 TW23  | 11 out 2006 | Kitt Peak    | Spacewatch            | —         | MPC                           |
| 304402     | 2006 TL27  | 12 out 2006 | Kitt Peak    | Spacewatch            | —         | MPC                           |
| 304403     | 2006 TA28  | 12 out 2006 | Kitt Peak    | Spacewatch            | —         | MPC                           |
| 304404     | 2006 TM28  | 12 out 2006 | Kitt Peak    | Spacewatch            | —         | MPC                           |
| 304405     | 2006 TE33  | 12 out 2006 | Kitt Peak    | Spacewatch            | Maria     | MPC                           |
| 304406     | 2006 TH40  | 12 out 2006 | Kitt Peak    | Spacewatch            | —         | MPC                           |
| 304407     | 2006 TU40  | 12 out 2006 | Kitt Peak    | Spacewatch            | —         | MPC                           |
| 304408     | 2006 TY40  | 12 out 2006 | Kitt Peak    | Spacewatch            | Brangane  | MPC                           |
| 304409     | 2006 TT41  | 12 out 2006 | Kitt Peak    | Spacewatch            | —         | MPC                           |
| 304410     | 2006 TA47  | 12 out 2006 | Kitt Peak    | Spacewatch            | —         | MPC                           |
| 304411     | 2006 TK47  | 12 out 2006 | Kitt Peak    | Spacewatch            | —         | MPC                           |
| 304412     | 2006 TM48  | 12 out 2006 | Kitt Peak    | Spacewatch            | —         | MPC                           |
| 304413     | 2006 TW51  | 12 out 2006 | Kitt Peak    | Spacewatch            | —         | MPC                           |
| 304414     | 2006 TR52  | 12 out 2006 | Kitt Peak    | Spacewatch            | —         | MPC                           |
| 304415     | 2006 TV53  | 12 out 2006 | Kitt Peak    | Spacewatch            | —         | MPC                           |
| 304416     | 2006 TU56  | 14 out 2006 | Sandlot      | Sandlot Obs.          | —         | MPC                           |
| 304417     | 2006 TP57  | 15 out 2006 | Kitt Peak    | Spacewatch            | —         | MPC                           |
| 304418     | 2006 TD58  | 15 out 2006 | Catalina     | CSS                   | —         | MPC                           |
| 304419     | 2006 TT63  | 10 out 2006 | Palomar      | NEAT                  | —         | MPC                           |
| 304420     | 2006 TK64  | 11 out 2006 | Palomar      | NEAT                  | —         | MPC                           |
| 304421     | 2006 TY64  | 11 out 2006 | Kitt Peak    | Spacewatch            | —         | MPC                           |
| 304422     | 2006 TQ67  | 11 out 2006 | Kitt Peak    | Spacewatch            | Brangane  | MPC                           |
| 304423     | 2006 TM68  | 11 out 2006 | Palomar      | NEAT                  | —         | MPC                           |
| 304424     | 2006 TJ74  | 11 out 2006 | Palomar      | NEAT                  | —         | MPC                           |
| 304425     | 2006 TG77  | 11 out 2006 | Palomar      | NEAT                  | —         | MPC                           |
| 304426     | 2006 TS77  | 12 out 2006 | Kitt Peak    | Spacewatch            | —         | MPC                           |
| 304427     | 2006 TX80  | 13 out 2006 | Kitt Peak    | Spacewatch            | —         | MPC                           |
| 304428     | 2006 TO81  | 13 out 2006 | Kitt Peak    | Spacewatch            | Brangane  | MPC                           |
| 304429     | 2006 TT86  | 13 out 2006 | Kitt Peak    | Spacewatch            | —         | MPC                           |
| 304430     | 2006 TW87  | 13 out 2006 | Kitt Peak    | Spacewatch            | —         | MPC                           |
| 304431     | 2006 TY88  | 13 out 2006 | Kitt Peak    | Spacewatch            | —         | MPC                           |
| 304432     | 2006 TC90  | 13 out 2006 | Kitt Peak    | Spacewatch            | —         | MPC                           |
| 304433     | 2006 TH91  | 13 out 2006 | Kitt Peak    | Spacewatch            | —         | MPC                           |
| 304434     | 2006 TE94  | 15 out 2006 | Catalina     | CSS                   | —         | MPC                           |
| 304435     | 2006 TQ97  | 13 out 2006 | Kitt Peak    | Spacewatch            | —         | MPC                           |
| 304436     | 2006 TK98  | 15 out 2006 | Kitt Peak    | Spacewatch            | —         | MPC                           |
| 304437     | 2006 TK99  | 15 out 2006 | Kitt Peak    | Spacewatch            | —         | MPC                           |
| 304438     | 2006 TM99  | 15 out 2006 | Kitt Peak    | Spacewatch            | —         | MPC                           |
| 304439     | 2006 TZ106 | 4 out 2006  | Mount Lemmon | Mount Lemmon Survey   | —         | MPC                           |
| 304440     | 2006 TB110 | 12 out 2006 | Kitt Peak    | Spacewatch            | —         | MPC                           |
| 304441     | 2006 TV120 | 12 out 2006 | Apache Point | A. C. Becker          | —         | MPC                           |
| 304442     | 2006 TN121 | 4 out 2006  | Mount Lemmon | Mount Lemmon Survey   | —         | MPC                           |
| 304443     | 2006 TN126 | 1 out 2006  | Kitt Peak    | Spacewatch            | —         | MPC                           |
| 304444     | 2006 TH128 | 2 out 2006  | Kitt Peak    | Spacewatch            | —         | MPC                           |
| 304445     | 2006 TD130 | 11 out 2006 | Palomar      | NEAT                  | —         | MPC                           |
| 304446     | 2006 UP3   | 16 out 2006 | Piszkéstető  | K. Sárneczky, Z. Kuli | —         | MPC                           |
| 304447     | 2006 UR6   | 16 out 2006 | Catalina     | CSS                   | —         | MPC                           |
| 304448     | 2006 UL9   | 16 out 2006 | Kitt Peak    | Spacewatch            | —         | MPC                           |
| 304449     | 2006 UX9   | 16 out 2006 | Kitt Peak    | Spacewatch            | —         | MPC                           |
| 304450     | 2006 UU11  | 17 out 2006 | Mount Lemmon | Mount Lemmon Survey   | —         | MPC                           |
| 304451     | 2006 UO13  | 17 out 2006 | Mount Lemmon | Mount Lemmon Survey   | —         | MPC                           |
| 304452     | 2006 US14  | 17 out 2006 | Mount Lemmon | Mount Lemmon Survey   | —         | MPC                           |
| 304453     | 2006 UZ14  | 17 out 2006 | Mount Lemmon | Mount Lemmon Survey   | —         | MPC                           |
| 304454     | 2006 UW20  | 16 out 2006 | Kitt Peak    | Spacewatch            | —         | MPC                           |
| 304455     | 2006 UF21  | 16 out 2006 | Kitt Peak    | Spacewatch            | —         | MPC                           |
| 304456     | 2006 UR22  | 16 out 2006 | Mount Lemmon | Mount Lemmon Survey   | —         | MPC                           |
| 304457     | 2006 UB23  | 16 out 2006 | Mount Lemmon | Mount Lemmon Survey   | —         | MPC                           |
| 304458     | 2006 UK27  | 16 out 2006 | Kitt Peak    | Spacewatch            | —         | MPC                           |
| 304459     | 2006 UV27  | 16 out 2006 | Kitt Peak    | Spacewatch            | —         | MPC                           |
| 304460     | 2006 UX27  | 16 out 2006 | Kitt Peak    | Spacewatch            | Maria     | MPC                           |
| 304461     | 2006 UZ30  | 16 out 2006 | Kitt Peak    | Spacewatch            | —         | MPC                           |
| 304462     | 2006 UG32  | 16 out 2006 | Kitt Peak    | Spacewatch            | —         | MPC                           |
| 304463     | 2006 UG41  | 16 out 2006 | Kitt Peak    | Spacewatch            | —         | MPC                           |
| 304464     | 2006 UP44  | 16 out 2006 | Kitt Peak    | Spacewatch            | —         | MPC                           |
| 304465     | 2006 UY46  | 16 out 2006 | Kitt Peak    | Spacewatch            | —         | MPC                           |
| 304466     | 2006 UC48  | 17 out 2006 | Kitt Peak    | Spacewatch            | —         | MPC                           |
| 304467     | 2006 UT51  | 17 out 2006 | Kitt Peak    | Spacewatch            | —         | MPC                           |
| 304468     | 2006 UV56  | 18 out 2006 | Kitt Peak    | Spacewatch            | —         | MPC                           |
| 304469     | 2006 UU65  | 16 out 2006 | Catalina     | CSS                   | —         | MPC                           |
| 304470     | 2006 UU66  | 16 out 2006 | Catalina     | CSS                   | —         | MPC                           |
| 304471     | 2006 UD74  | 17 out 2006 | Kitt Peak    | Spacewatch            | —         | MPC                           |
| 304472     | 2006 UC75  | 17 out 2006 | Catalina     | CSS                   | —         | MPC                           |
| 304473     | 2006 US79  | 17 out 2006 | Kitt Peak    | Spacewatch            | Maria     | MPC                           |
| 304474     | 2006 UE84  | 17 out 2006 | Mount Lemmon | Mount Lemmon Survey   | —         | MPC                           |
| 304475     | 2006 UD85  | 17 out 2006 | Mount Lemmon | Mount Lemmon Survey   | Brangane  | MPC                           |
| 304476     | 2006 UM86  | 17 out 2006 | Mount Lemmon | Mount Lemmon Survey   | —         | MPC                           |
| 304477     | 2006 UY87  | 27 set 2006 | Mount Lemmon | Mount Lemmon Survey   | —         | MPC                           |
| 304478     | 2006 UV88  | 17 out 2006 | Kitt Peak    | Spacewatch            | —         | MPC                           |
| 304479     | 2006 UL89  | 17 out 2006 | Kitt Peak    | Spacewatch            | —         | MPC                           |
| 304480     | 2006 UU89  | 17 out 2006 | Kitt Peak    | Spacewatch            | —         | MPC                           |
| 304481     | 2006 UC95  | 18 out 2006 | Kitt Peak    | Spacewatch            | —         | MPC                           |
| 304482     | 2006 UJ96  | 18 out 2006 | Kitt Peak    | Spacewatch            | —         | MPC                           |
| 304483     | 2006 UV99  | 18 out 2006 | Kitt Peak    | Spacewatch            | —         | MPC                           |
| 304484     | 2006 UP103 | 18 out 2006 | Kitt Peak    | Spacewatch            | —         | MPC                           |
| 304485     | 2006 UV105 | 18 out 2006 | Kitt Peak    | Spacewatch            | —         | MPC                           |
| 304486     | 2006 UF108 | 18 out 2006 | Kitt Peak    | Spacewatch            | —         | MPC                           |
| 304487     | 2006 UJ113 | 19 out 2006 | Kitt Peak    | Spacewatch            | —         | MPC                           |
| 304488     | 2006 UR113 | 19 out 2006 | Kitt Peak    | Spacewatch            | —         | MPC                           |
| 304489     | 2006 UB117 | 19 out 2006 | Kitt Peak    | Spacewatch            | —         | MPC                           |
| 304490     | 2006 UJ118 | 19 out 2006 | Kitt Peak    | Spacewatch            | —         | MPC                           |
| 304491     | 2006 UB121 | 19 out 2006 | Kitt Peak    | Spacewatch            | —         | MPC                           |
| 304492     | 2006 UU121 | 19 out 2006 | Kitt Peak    | Spacewatch            | —         | MPC                           |
| 304493     | 2006 UO124 | 19 out 2006 | Mount Lemmon | Mount Lemmon Survey   | —         | MPC                           |
| 304494     | 2006 UF126 | 19 out 2006 | Kitt Peak    | Spacewatch            | —         | MPC                           |
| 304495     | 2006 UM136 | 19 out 2006 | Mount Lemmon | Mount Lemmon Survey   | Ursula    | MPC                           |
| 304496     | 2006 UG139 | 19 out 2006 | Kitt Peak    | Spacewatch            | —         | MPC                           |
| 304497     | 2006 UE141 | 19 out 2006 | Mount Lemmon | Mount Lemmon Survey   | —         | MPC                           |
| 304498     | 2006 UW153 | 21 out 2006 | Kitt Peak    | Spacewatch            | —         | MPC                           |
| 304499     | 2006 UL157 | 21 out 2006 | Mount Lemmon | Mount Lemmon Survey   | —         | MPC                           |
| 304500     | 2006 UK158 | 21 out 2006 | Mount Lemmon | Mount Lemmon Survey   | —         | MPC                           |

## 304501–304600
| Designação | Designação | Descoberta  | Descoberta        | Descobridor(es)     | Categoria | Mais informações / Referência |
| Permanente | Provisória | Data        | Local             | Descobridor(es)     | Categoria | Mais informações / Referência |
| ---------- | ---------- | ----------- | ----------------- | ------------------- | --------- | ----------------------------- |
| 304501     | 2006 UM162 | 21 out 2006 | Mount Lemmon      | Mount Lemmon Survey | —         | MPC                           |
| 304502     | 2006 UZ163 | 21 out 2006 | Mount Lemmon      | Mount Lemmon Survey | —         | MPC                           |
| 304503     | 2006 UY175 | 16 out 2006 | Catalina          | CSS                 | —         | MPC                           |
| 304504     | 2006 UZ176 | 16 out 2006 | Catalina          | CSS                 | —         | MPC                           |
| 304505     | 2006 UM179 | 16 out 2006 | Catalina          | CSS                 | —         | MPC                           |
| 304506     | 2006 UR190 | 19 out 2006 | Catalina          | CSS                 | —         | MPC                           |
| 304507     | 2006 UU190 | 19 out 2006 | Kitt Peak         | Spacewatch          | —         | MPC                           |
| 304508     | 2006 UP195 | 20 out 2006 | Kitt Peak         | Spacewatch          | —         | MPC                           |
| 304509     | 2006 UM197 | 20 out 2006 | Kitt Peak         | Spacewatch          | —         | MPC                           |
| 304510     | 2006 UT199 | 21 out 2006 | Kitt Peak         | Spacewatch          | —         | MPC                           |
| 304511     | 2006 UY201 | 22 out 2006 | Palomar           | NEAT                | —         | MPC                           |
| 304512     | 2006 UY202 | 22 out 2006 | Palomar           | NEAT                | Maria     | MPC                           |
| 304513     | 2006 UB208 | 23 out 2006 | Kitt Peak         | Spacewatch          | —         | MPC                           |
| 304514     | 2006 US208 | 23 out 2006 | Kitt Peak         | Spacewatch          | Brangane  | MPC                           |
| 304515     | 2006 UO210 | 23 out 2006 | Kitt Peak         | Spacewatch          | —         | MPC                           |
| 304516     | 2006 UU212 | 23 out 2006 | Kitt Peak         | Spacewatch          | Brangane  | MPC                           |
| 304517     | 2006 UH214 | 23 out 2006 | Kitt Peak         | Spacewatch          | Maria     | MPC                           |
| 304518     | 2006 UJ215 | 27 out 2006 | Calvin-Rehoboth   | L. A. Molnar        | —         | MPC                           |
| 304519     | 2006 UC218 | 27 out 2006 | Nyukasa           | Mount Nyukasa Stn.  | Ursula    | MPC                           |
| 304520     | 2006 UJ219 | 16 out 2006 | Catalina          | CSS                 | —         | MPC                           |
| 304521     | 2006 UV225 | 20 out 2006 | Palomar           | NEAT                | —         | MPC                           |
| 304522     | 2006 UX227 | 20 out 2006 | Palomar           | NEAT                | —         | MPC                           |
| 304523     | 2006 UC235 | 22 out 2006 | Mount Lemmon      | Mount Lemmon Survey | —         | MPC                           |
| 304524     | 2006 UH235 | 23 out 2006 | Kitt Peak         | Spacewatch          | Maria     | MPC                           |
| 304525     | 2006 UQ243 | 27 out 2006 | Mount Lemmon      | Mount Lemmon Survey | —         | MPC                           |
| 304526     | 2006 UD255 | 27 out 2006 | Catalina          | CSS                 | —         | MPC                           |
| 304527     | 2006 UU256 | 28 out 2006 | Kitt Peak         | Spacewatch          | —         | MPC                           |
| 304528     | 2006 UH263 | 31 out 2006 | Bergisch Gladbach | W. Bickel           | —         | MPC                           |
| 304529     | 2006 UZ263 | 27 out 2006 | Kitt Peak         | Spacewatch          | —         | MPC                           |
| 304530     | 2006 UG267 | 27 out 2006 | Catalina          | CSS                 | —         | MPC                           |
| 304531     | 2006 UL269 | 27 out 2006 | Mount Lemmon      | Mount Lemmon Survey | Maria     | MPC                           |
| 304532     | 2006 UV269 | 27 out 2006 | Kitt Peak         | Spacewatch          | Brangane  | MPC                           |
| 304533     | 2006 UJ270 | 27 out 2006 | Kitt Peak         | Spacewatch          | —         | MPC                           |
| 304534     | 2006 UA271 | 27 out 2006 | Mount Lemmon      | Mount Lemmon Survey | Brangane  | MPC                           |
| 304535     | 2006 UR271 | 27 out 2006 | Mount Lemmon      | Mount Lemmon Survey | —         | MPC                           |
| 304536     | 2006 UT271 | 27 out 2006 | Mount Lemmon      | Mount Lemmon Survey | —         | MPC                           |
| 304537     | 2006 US274 | 28 out 2006 | Kitt Peak         | Spacewatch          | Maria     | MPC                           |
| 304538     | 2006 UK276 | 28 out 2006 | Mount Lemmon      | Mount Lemmon Survey | —         | MPC                           |
| 304539     | 2006 UX280 | 28 out 2006 | Mount Lemmon      | Mount Lemmon Survey | —         | MPC                           |
| 304540     | 2006 UF283 | 28 out 2006 | Kitt Peak         | Spacewatch          | —         | MPC                           |
| 304541     | 2006 UJ283 | 28 out 2006 | Kitt Peak         | Spacewatch          | —         | MPC                           |
| 304542     | 2006 UT284 | 28 out 2006 | Kitt Peak         | Spacewatch          | Brangane  | MPC                           |
| 304543     | 2006 UF285 | 28 out 2006 | Mount Lemmon      | Mount Lemmon Survey | —         | MPC                           |
| 304544     | 2006 UP285 | 28 out 2006 | Kitt Peak         | Spacewatch          | —         | MPC                           |
| 304545     | 2006 UR287 | 29 out 2006 | Kitt Peak         | Spacewatch          | —         | MPC                           |
| 304546     | 2006 UC289 | 31 out 2006 | Kitt Peak         | Spacewatch          | Brangane  | MPC                           |
| 304547     | 2006 UC314 | 19 out 2006 | Kitt Peak         | M. W. Buie          | —         | MPC                           |
| 304548     | 2006 UO323 | 21 out 2006 | Mount Lemmon      | Mount Lemmon Survey | —         | MPC                           |
| 304549     | 2006 UM325 | 20 out 2006 | Kitt Peak         | M. W. Buie          | —         | MPC                           |
| 304550     | 2006 UD328 | 16 out 2006 | Kitt Peak         | Spacewatch          | —         | MPC                           |
| 304551     | 2006 UT328 | 19 out 2006 | Mount Lemmon      | Mount Lemmon Survey | —         | MPC                           |
| 304552     | 2006 UB329 | 21 out 2006 | Kitt Peak         | Spacewatch          | —         | MPC                           |
| 304553     | 2006 UG332 | 21 out 2006 | Apache Point      | A. C. Becker        | Chimaera  | MPC                           |
| 304554     | 2006 US332 | 21 out 2006 | Apache Point      | A. C. Becker        | —         | MPC                           |
| 304555     | 2006 UC336 | 20 out 2006 | Kitt Peak         | Spacewatch          | —         | MPC                           |
| 304556     | 2006 UE337 | 22 out 2006 | Mount Lemmon      | Mount Lemmon Survey | —         | MPC                           |
| 304557     | 2006 UL352 | 26 out 2006 | Mauna Kea         | P. A. Wiegert       | —         | MPC                           |
| 304558     | 2006 UW359 | 22 out 2006 | Kitt Peak         | Spacewatch          | —         | MPC                           |
| 304559     | 2006 UP360 | 17 out 2006 | Mount Lemmon      | Mount Lemmon Survey | —         | MPC                           |
| 304560     | 2006 VO3   | 9 nov 2006  | Kitt Peak         | Spacewatch          | —         | MPC                           |
| 304561     | 2006 VO5   | 10 nov 2006 | Kitt Peak         | Spacewatch          | —         | MPC                           |
| 304562     | 2006 VE6   | 10 nov 2006 | Kitt Peak         | Spacewatch          | —         | MPC                           |
| 304563     | 2006 VQ6   | 10 nov 2006 | Kitt Peak         | Spacewatch          | —         | MPC                           |
| 304564     | 2006 VG7   | 10 nov 2006 | Kitt Peak         | Spacewatch          | Ursula    | MPC                           |
| 304565     | 2006 VN8   | 11 nov 2006 | Kitt Peak         | Spacewatch          | —         | MPC                           |
| 304566     | 2006 VF9   | 11 nov 2006 | Catalina          | CSS                 | —         | MPC                           |
| 304567     | 2006 VP11  | 11 nov 2006 | Mount Lemmon      | Mount Lemmon Survey | —         | MPC                           |
| 304568     | 2006 VE19  | 9 nov 2006  | Kitt Peak         | Spacewatch          | —         | MPC                           |
| 304569     | 2006 VH19  | 9 nov 2006  | Kitt Peak         | Spacewatch          | —         | MPC                           |
| 304570     | 2006 VF26  | 10 nov 2006 | Kitt Peak         | Spacewatch          | Brangane  | MPC                           |
| 304571     | 2006 VJ28  | 10 nov 2006 | Kitt Peak         | Spacewatch          | Ursula    | MPC                           |
| 304572     | 2006 VD29  | 10 nov 2006 | Kitt Peak         | Spacewatch          | —         | MPC                           |
| 304573     | 2006 VM31  | 11 nov 2006 | Kitt Peak         | Spacewatch          | —         | MPC                           |
| 304574     | 2006 VO34  | 11 nov 2006 | Catalina          | CSS                 | —         | MPC                           |
| 304575     | 2006 VL36  | 11 nov 2006 | Mount Lemmon      | Mount Lemmon Survey | —         | MPC                           |
| 304576     | 2006 VY36  | 11 nov 2006 | Catalina          | CSS                 | —         | MPC                           |
| 304577     | 2006 VX38  | 12 out 2006 | Kitt Peak         | Spacewatch          | Ursula    | MPC                           |
| 304578     | 2006 VN42  | 22 out 2006 | Kitt Peak         | Spacewatch          | —         | MPC                           |
| 304579     | 2006 VS42  | 12 nov 2006 | Mount Lemmon      | Mount Lemmon Survey | —         | MPC                           |
| 304580     | 2006 VP44  | 1 nov 2006  | Kitt Peak         | Spacewatch          | —         | MPC                           |
| 304581     | 2006 VB46  | 9 nov 2006  | Kitt Peak         | Spacewatch          | Maria     | MPC                           |
| 304582     | 2006 VL46  | 9 nov 2006  | Kitt Peak         | Spacewatch          | Brangane  | MPC                           |
| 304583     | 2006 VY47  | 10 nov 2006 | Kitt Peak         | Spacewatch          | —         | MPC                           |
| 304584     | 2006 VC49  | 10 nov 2006 | Kitt Peak         | Spacewatch          | —         | MPC                           |
| 304585     | 2006 VV49  | 10 nov 2006 | Kitt Peak         | Spacewatch          | —         | MPC                           |
| 304586     | 2006 VY49  | 10 nov 2006 | Kitt Peak         | Spacewatch          | —         | MPC                           |
| 304587     | 2006 VV52  | 11 nov 2006 | Kitt Peak         | Spacewatch          | —         | MPC                           |
| 304588     | 2006 VS53  | 11 nov 2006 | Kitt Peak         | Spacewatch          | Ursula    | MPC                           |
| 304589     | 2006 VE54  | 11 nov 2006 | Kitt Peak         | Spacewatch          | Maria     | MPC                           |
| 304590     | 2006 VO57  | 11 nov 2006 | Kitt Peak         | Spacewatch          | —         | MPC                           |
| 304591     | 2006 VU57  | 11 nov 2006 | Kitt Peak         | Spacewatch          | —         | MPC                           |
| 304592     | 2006 VC60  | 11 nov 2006 | Kitt Peak         | Spacewatch          | —         | MPC                           |
| 304593     | 2006 VC61  | 11 nov 2006 | Kitt Peak         | Spacewatch          | —         | MPC                           |
| 304594     | 2006 VE63  | 11 nov 2006 | Kitt Peak         | Spacewatch          | —         | MPC                           |
| 304595     | 2006 VW63  | 11 nov 2006 | Kitt Peak         | Spacewatch          | Brangane  | MPC                           |
| 304596     | 2006 VJ65  | 11 nov 2006 | Kitt Peak         | Spacewatch          | —         | MPC                           |
| 304597     | 2006 VJ66  | 11 nov 2006 | Kitt Peak         | Spacewatch          | —         | MPC                           |
| 304598     | 2006 VP69  | 11 nov 2006 | Kitt Peak         | Spacewatch          | —         | MPC                           |
| 304599     | 2006 VA70  | 11 nov 2006 | Kitt Peak         | Spacewatch          | —         | MPC                           |
| 304600     | 2006 VM70  | 11 nov 2006 | Kitt Peak         | Spacewatch          | —         | MPC                           |

## 304601–304700
| Designação | Designação | Descoberta  | Descoberta        | Descobridor(es)     | Categoria | Mais informações / Referência |
| Permanente | Provisória | Data        | Local             | Descobridor(es)     | Categoria | Mais informações / Referência |
| ---------- | ---------- | ----------- | ----------------- | ------------------- | --------- | ----------------------------- |
| 304601     | 2006 VW71  | 11 nov 2006 | Mount Lemmon      | Mount Lemmon Survey | —         | MPC                           |
| 304602     | 2006 VQ73  | 11 nov 2006 | Mount Lemmon      | Mount Lemmon Survey | —         | MPC                           |
| 304603     | 2006 VW74  | 11 nov 2006 | Mount Lemmon      | Mount Lemmon Survey | —         | MPC                           |
| 304604     | 2006 VF75  | 11 nov 2006 | Kitt Peak         | Spacewatch          | —         | MPC                           |
| 304605     | 2006 VD77  | 12 nov 2006 | Mount Lemmon      | Mount Lemmon Survey | —         | MPC                           |
| 304606     | 2006 VM81  | 12 nov 2006 | Lulin Observatory | H.-C. Lin, Q.-z. Ye | —         | MPC                           |
| 304607     | 2006 VG83  | 13 nov 2006 | Kitt Peak         | Spacewatch          | —         | MPC                           |
| 304608     | 2006 VQ83  | 13 nov 2006 | Kitt Peak         | Spacewatch          | Maria     | MPC                           |
| 304609     | 2006 VD84  | 13 nov 2006 | Mount Lemmon      | Mount Lemmon Survey | —         | MPC                           |
| 304610     | 2006 VS84  | 13 nov 2006 | Mount Lemmon      | Mount Lemmon Survey | Brangane  | MPC                           |
| 304611     | 2006 VY85  | 14 nov 2006 | Kitt Peak         | Spacewatch          | —         | MPC                           |
| 304612     | 2006 VX86  | 14 nov 2006 | Mount Lemmon      | Mount Lemmon Survey | —         | MPC                           |
| 304613     | 2006 VV88  | 14 nov 2006 | Mount Lemmon      | Mount Lemmon Survey | —         | MPC                           |
| 304614     | 2006 VT96  | 10 nov 2006 | Kitt Peak         | Spacewatch          | —         | MPC                           |
| 304615     | 2006 VO99  | 11 nov 2006 | Mount Lemmon      | Mount Lemmon Survey | —         | MPC                           |
| 304616     | 2006 VK105 | 13 nov 2006 | Kitt Peak         | Spacewatch          | Brangane  | MPC                           |
| 304617     | 2006 VW106 | 13 nov 2006 | Catalina          | CSS                 | —         | MPC                           |
| 304618     | 2006 VH109 | 13 nov 2006 | Palomar           | NEAT                | —         | MPC                           |
| 304619     | 2006 VA110 | 13 nov 2006 | Catalina          | CSS                 | —         | MPC                           |
| 304620     | 2006 VD114 | 14 nov 2006 | Kitt Peak         | Spacewatch          | —         | MPC                           |
| 304621     | 2006 VO114 | 14 nov 2006 | Mount Lemmon      | Mount Lemmon Survey | —         | MPC                           |
| 304622     | 2006 VO118 | 14 nov 2006 | Kitt Peak         | Spacewatch          | —         | MPC                           |
| 304623     | 2006 VN128 | 15 nov 2006 | Kitt Peak         | Spacewatch          | —         | MPC                           |
| 304624     | 2006 VB134 | 15 nov 2006 | Mount Lemmon      | Mount Lemmon Survey | —         | MPC                           |
| 304625     | 2006 VJ136 | 15 nov 2006 | Kitt Peak         | Spacewatch          | —         | MPC                           |
| 304626     | 2006 VA138 | 15 nov 2006 | Kitt Peak         | Spacewatch          | Brangane  | MPC                           |
| 304627     | 2006 VM139 | 15 nov 2006 | Kitt Peak         | Spacewatch          | —         | MPC                           |
| 304628     | 2006 VP139 | 15 nov 2006 | Kitt Peak         | Spacewatch          | —         | MPC                           |
| 304629     | 2006 VA140 | 15 nov 2006 | Kitt Peak         | Spacewatch          | —         | MPC                           |
| 304630     | 2006 VR140 | 15 nov 2006 | Kitt Peak         | Spacewatch          | —         | MPC                           |
| 304631     | 2006 VA141 | 15 nov 2006 | Kitt Peak         | Spacewatch          | —         | MPC                           |
| 304632     | 2006 VT141 | 13 nov 2006 | Kitt Peak         | Spacewatch          | —         | MPC                           |
| 304633     | 2006 VN148 | 15 nov 2006 | Kitt Peak         | Spacewatch          | Brangane  | MPC                           |
| 304634     | 2006 VU149 | 9 nov 2006  | Palomar           | NEAT                | —         | MPC                           |
| 304635     | 2006 VK150 | 9 nov 2006  | Palomar           | NEAT                | —         | MPC                           |
| 304636     | 2006 VM152 | 9 nov 2006  | Palomar           | NEAT                | —         | MPC                           |
| 304637     | 2006 VU155 | 27 out 2006 | Catalina          | CSS                 | —         | MPC                           |
| 304638     | 2006 VA169 | 15 nov 2006 | Kitt Peak         | Spacewatch          | —         | MPC                           |
| 304639     | 2006 VD171 | 11 nov 2006 | Mount Lemmon      | Mount Lemmon Survey | —         | MPC                           |
| 304640     | 2006 WW1   | 19 nov 2006 | Kitt Peak         | Spacewatch          | —         | MPC                           |
| 304641     | 2006 WY1   | 18 nov 2006 | La Sagra          | Mallorca Obs.       | —         | MPC                           |
| 304642     | 2006 WL5   | 16 nov 2006 | Kitt Peak         | Spacewatch          | —         | MPC                           |
| 304643     | 2006 WM8   | 16 nov 2006 | Kitt Peak         | Spacewatch          | —         | MPC                           |
| 304644     | 2006 WU8   | 16 nov 2006 | Kitt Peak         | Spacewatch          | —         | MPC                           |
| 304645     | 2006 WY8   | 16 nov 2006 | Kitt Peak         | Spacewatch          | Ursula    | MPC                           |
| 304646     | 2006 WP11  | 16 nov 2006 | Socorro           | LINEAR              | —         | MPC                           |
| 304647     | 2006 WY11  | 16 nov 2006 | Mount Lemmon      | Mount Lemmon Survey | —         | MPC                           |
| 304648     | 2006 WM14  | 16 nov 2006 | Mount Lemmon      | Mount Lemmon Survey | —         | MPC                           |
| 304649     | 2006 WZ14  | 16 nov 2006 | Kitt Peak         | Spacewatch          | —         | MPC                           |
| 304650     | 2006 WS16  | 17 nov 2006 | Kitt Peak         | Spacewatch          | —         | MPC                           |
| 304651     | 2006 WN22  | 17 nov 2006 | Mount Lemmon      | Mount Lemmon Survey | —         | MPC                           |
| 304652     | 2006 WC23  | 17 nov 2006 | Mount Lemmon      | Mount Lemmon Survey | —         | MPC                           |
| 304653     | 2006 WF25  | 17 nov 2006 | Mount Lemmon      | Mount Lemmon Survey | —         | MPC                           |
| 304654     | 2006 WB26  | 18 nov 2006 | Mount Lemmon      | Mount Lemmon Survey | —         | MPC                           |
| 304655     | 2006 WL26  | 13 out 2006 | Kitt Peak         | Spacewatch          | —         | MPC                           |
| 304656     | 2006 WW27  | 22 nov 2006 | 7300 Observatory  | W. K. Y. Yeung      | —         | MPC                           |
| 304657     | 2006 WY27  | 22 nov 2006 | 7300              | W. K. Y. Yeung      | Brangane  | MPC                           |
| 304658     | 2006 WV30  | 23 nov 2006 | Kitt Peak         | Spacewatch          | —         | MPC                           |
| 304659     | 2006 WR33  | 16 nov 2006 | Kitt Peak         | Spacewatch          | Brangane  | MPC                           |
| 304660     | 2006 WS49  | 16 nov 2006 | Kitt Peak         | Spacewatch          | —         | MPC                           |
| 304661     | 2006 WW49  | 16 nov 2006 | Kitt Peak         | Spacewatch          | —         | MPC                           |
| 304662     | 2006 WZ54  | 16 nov 2006 | Kitt Peak         | Spacewatch          | —         | MPC                           |
| 304663     | 2006 WL59  | 17 nov 2006 | Kitt Peak         | Spacewatch          | —         | MPC                           |
| 304664     | 2006 WK69  | 17 nov 2006 | Kitt Peak         | Spacewatch          | —         | MPC                           |
| 304665     | 2006 WB70  | 18 nov 2006 | Kitt Peak         | Spacewatch          | —         | MPC                           |
| 304666     | 2006 WW72  | 18 nov 2006 | Kitt Peak         | Spacewatch          | —         | MPC                           |
| 304667     | 2006 WY72  | 18 nov 2006 | Kitt Peak         | Spacewatch          | —         | MPC                           |
| 304668     | 2006 WA78  | 18 nov 2006 | Kitt Peak         | Spacewatch          | —         | MPC                           |
| 304669     | 2006 WK92  | 19 nov 2006 | Kitt Peak         | Spacewatch          | —         | MPC                           |
| 304670     | 2006 WC93  | 19 nov 2006 | Kitt Peak         | Spacewatch          | —         | MPC                           |
| 304671     | 2006 WA95  | 19 nov 2006 | Kitt Peak         | Spacewatch          | Brangane  | MPC                           |
| 304672     | 2006 WH95  | 19 nov 2006 | Kitt Peak         | Spacewatch          | —         | MPC                           |
| 304673     | 2006 WP95  | 19 nov 2006 | Kitt Peak         | Spacewatch          | —         | MPC                           |
| 304674     | 2006 WZ95  | 19 nov 2006 | Kitt Peak         | Spacewatch          | Ursula    | MPC                           |
| 304675     | 2006 WU98  | 19 nov 2006 | Kitt Peak         | Spacewatch          | —         | MPC                           |
| 304676     | 2006 WH101 | 19 nov 2006 | Socorro           | LINEAR              | —         | MPC                           |
| 304677     | 2006 WK103 | 19 nov 2006 | Kitt Peak         | Spacewatch          | Ursula    | MPC                           |
| 304678     | 2006 WJ104 | 19 nov 2006 | Kitt Peak         | Spacewatch          | —         | MPC                           |
| 304679     | 2006 WM108 | 19 nov 2006 | Kitt Peak         | Spacewatch          | —         | MPC                           |
| 304680     | 2006 WP109 | 19 nov 2006 | Kitt Peak         | Spacewatch          | —         | MPC                           |
| 304681     | 2006 WV109 | 19 nov 2006 | Kitt Peak         | Spacewatch          | —         | MPC                           |
| 304682     | 2006 WU111 | 19 nov 2006 | Socorro           | LINEAR              | —         | MPC                           |
| 304683     | 2006 WW120 | 21 nov 2006 | Socorro           | LINEAR              | Brangane  | MPC                           |
| 304684     | 2006 WM126 | 22 nov 2006 | Catalina          | CSS                 | —         | MPC                           |
| 304685     | 2006 WK137 | 19 nov 2006 | Kitt Peak         | Spacewatch          | Ursula    | MPC                           |
| 304686     | 2006 WY139 | 19 nov 2006 | Kitt Peak         | Spacewatch          | —         | MPC                           |
| 304687     | 2006 WC145 | 20 nov 2006 | Kitt Peak         | Spacewatch          | Ursula    | MPC                           |
| 304688     | 2006 WZ147 | 20 nov 2006 | Kitt Peak         | Spacewatch          | —         | MPC                           |
| 304689     | 2006 WP148 | 20 nov 2006 | Kitt Peak         | Spacewatch          | Brangane  | MPC                           |
| 304690     | 2006 WM149 | 12 mar 2003 | Palomar           | NEAT                | —         | MPC                           |
| 304691     | 2006 WC162 | 23 nov 2006 | Kitt Peak         | Spacewatch          | —         | MPC                           |
| 304692     | 2006 WJ162 | 23 nov 2006 | Kitt Peak         | Spacewatch          | —         | MPC                           |
| 304693     | 2006 WF166 | 23 nov 2006 | Kitt Peak         | Spacewatch          | —         | MPC                           |
| 304694     | 2006 WC167 | 23 nov 2006 | Kitt Peak         | Spacewatch          | —         | MPC                           |
| 304695     | 2006 WU169 | 23 nov 2006 | Kitt Peak         | Spacewatch          | —         | MPC                           |
| 304696     | 2006 WR171 | 23 nov 2006 | Kitt Peak         | Spacewatch          | —         | MPC                           |
| 304697     | 2006 WM172 | 23 nov 2006 | Kitt Peak         | Spacewatch          | Brangane  | MPC                           |
| 304698     | 2006 WQ174 | 23 nov 2006 | Kitt Peak         | Spacewatch          | —         | MPC                           |
| 304699     | 2006 WA175 | 23 nov 2006 | Kitt Peak         | Spacewatch          | —         | MPC                           |
| 304700     | 2006 WF175 | 23 nov 2006 | Kitt Peak         | Spacewatch          | —         | MPC                           |

## 304701–304800
| Designação      | Designação | Descoberta  | Descoberta     | Descobridor(es)       | Categoria | Mais informações / Referência |
| Permanente      | Provisória | Data        | Local          | Descobridor(es)       | Categoria | Mais informações / Referência |
| --------------- | ---------- | ----------- | -------------- | --------------------- | --------- | ----------------------------- |
| 304701          | 2006 WJ177 | 23 nov 2006 | Mount Lemmon   | Mount Lemmon Survey   | —         | MPC                           |
| 304702          | 2006 WT179 | 24 nov 2006 | Mount Lemmon   | Mount Lemmon Survey   | —         | MPC                           |
| 304703          | 2006 WL187 | 23 nov 2006 | Mount Lemmon   | Mount Lemmon Survey   | —         | MPC                           |
| 304704          | 2006 WO189 | 25 nov 2006 | Mount Lemmon   | Mount Lemmon Survey   | —         | MPC                           |
| 304705          | 2006 WW193 | 27 nov 2006 | Mount Lemmon   | Mount Lemmon Survey   | —         | MPC                           |
| 304706          | 2006 WU194 | 29 nov 2006 | Socorro        | LINEAR                | —         | MPC                           |
| 304707          | 2006 WD195 | 29 nov 2006 | Socorro        | LINEAR                | —         | MPC                           |
| 304708          | 2006 WB198 | 19 nov 2006 | Kitt Peak      | Spacewatch            | Brangane  | MPC                           |
| 304709          | 2006 WR198 | 19 nov 2006 | Catalina       | CSS                   | —         | MPC                           |
| 304710          | 2006 WE199 | 25 nov 2006 | Kitt Peak      | Spacewatch            | —         | MPC                           |
| 304711          | 2006 WO199 | 19 nov 2006 | Kitt Peak      | Spacewatch            | —         | MPC                           |
| 304712          | 2006 WB200 | 17 nov 2006 | Kitt Peak      | Spacewatch            | Brangane  | MPC                           |
| 304713          | 2006 WL203 | 25 nov 2006 | Mount Lemmon   | Mount Lemmon Survey   | —         | MPC                           |
| 304714          | 2006 XB3   | 11 dez 2006 | 7300           | W. K. Y. Yeung        | —         | MPC                           |
| 304715          | 2006 XG5   | 1 dez 2006  | Mount Lemmon   | Mount Lemmon Survey   | —         | MPC                           |
| 304716          | 2006 XH5   | 1 dez 2006  | Mount Lemmon   | Mount Lemmon Survey   | —         | MPC                           |
| 304717          | 2006 XU5   | 7 dez 2006  | Palomar        | NEAT                  | —         | MPC                           |
| 304718          | 2006 XA7   | 9 dez 2006  | Kitt Peak      | Spacewatch            | —         | MPC                           |
| 304719          | 2006 XT14  | 10 dez 2006 | Kitt Peak      | Spacewatch            | —         | MPC                           |
| 304720          | 2006 XA16  | 10 dez 2006 | Kitt Peak      | Spacewatch            | —         | MPC                           |
| 304721          | 2006 XZ18  | 11 dez 2006 | Socorro        | LINEAR                | —         | MPC                           |
| 304722          | 2006 XZ21  | 12 dez 2006 | Kitt Peak      | Spacewatch            | —         | MPC                           |
| 304723          | 2006 XR23  | 12 dez 2006 | Mount Lemmon   | Mount Lemmon Survey   | —         | MPC                           |
| 304724          | 2006 XC25  | 12 dez 2006 | Mount Lemmon   | Mount Lemmon Survey   | —         | MPC                           |
| 304725          | 2006 XA26  | 12 dez 2006 | Catalina       | CSS                   | —         | MPC                           |
| 304726          | 2006 XS26  | 12 dez 2006 | Catalina       | CSS                   | —         | MPC                           |
| 304727          | 2006 XR27  | 13 dez 2006 | Kitt Peak      | Spacewatch            | —         | MPC                           |
| 304728          | 2006 XC29  | 13 dez 2006 | Mount Lemmon   | Mount Lemmon Survey   | —         | MPC                           |
| 304729          | 2006 XF31  | 15 dez 2006 | Farra d'Isonzo | Farra d'Isonzo        | —         | MPC                           |
| 304730          | 2006 XJ32  | 9 dez 2006  | Kitt Peak      | Spacewatch            | Ursula    | MPC                           |
| 304731          | 2006 XR34  | 11 dez 2006 | Kitt Peak      | Spacewatch            | —         | MPC                           |
| 304732          | 2006 XF37  | 11 dez 2006 | Kitt Peak      | Spacewatch            | —         | MPC                           |
| 304733          | 2006 XE38  | 11 dez 2006 | Kitt Peak      | Spacewatch            | —         | MPC                           |
| 304734          | 2006 XH38  | 11 dez 2006 | Kitt Peak      | Spacewatch            | —         | MPC                           |
| 304735          | 2006 XY39  | 12 dez 2006 | Kitt Peak      | Spacewatch            | —         | MPC                           |
| 304736          | 2006 XQ40  | 12 dez 2006 | Kitt Peak      | Spacewatch            | —         | MPC                           |
| 304737          | 2006 XK46  | 13 dez 2006 | Catalina       | CSS                   | —         | MPC                           |
| 304738          | 2006 XO47  | 13 dez 2006 | Mount Lemmon   | Mount Lemmon Survey   | Ursula    | MPC                           |
| 304739          | 2006 XE57  | 13 dez 2006 | Mount Lemmon   | Mount Lemmon Survey   | —         | MPC                           |
| 304740          | 2006 XC65  | 12 dez 2006 | Palomar        | NEAT                  | —         | MPC                           |
| 304741          | 2006 XT65  | 12 dez 2006 | Palomar        | NEAT                  | —         | MPC                           |
| 304742          | 2006 XC70  | 13 dez 2006 | Mount Lemmon   | Mount Lemmon Survey   | —         | MPC                           |
| 304743          | 2006 XQ71  | 13 dez 2006 | Mount Lemmon   | Mount Lemmon Survey   | —         | MPC                           |
| 304744          | 2006 XZ71  | 10 dez 2006 | Kitt Peak      | Spacewatch            | Ursula    | MPC                           |
| 304745          | 2006 YR3   | 16 dez 2006 | Mount Lemmon   | Mount Lemmon Survey   | —         | MPC                           |
| 304746          | 2006 YD5   | 17 dez 2006 | Mount Lemmon   | Mount Lemmon Survey   | Ursula    | MPC                           |
| 304747          | 2006 YL10  | 21 dez 2006 | Anderson Mesa  | LONEOS                | Juno      | MPC                           |
| 304748          | 2006 YE14  | 22 dez 2006 | Piszkéstető    | K. Sárneczky          | —         | MPC                           |
| 304749          | 2006 YZ17  | 16 nov 2006 | Kitt Peak      | Spacewatch            | Brangane  | MPC                           |
| 304750          | 2006 YJ20  | 21 dez 2006 | Kitt Peak      | Spacewatch            | —         | MPC                           |
| 304751          | 2006 YX21  | 21 dez 2006 | Kitt Peak      | Spacewatch            | —         | MPC                           |
| 304752          | 2006 YK38  | 21 dez 2006 | Kitt Peak      | Spacewatch            | —         | MPC                           |
| 304753          | 2006 YO47  | 23 dez 2006 | Mount Lemmon   | Mount Lemmon Survey   | Brangane  | MPC                           |
| 304754          | 2006 YT52  | 21 dez 2006 | Mount Lemmon   | Mount Lemmon Survey   | Ursula    | MPC                           |
| 304755          | 2007 AW10  | 8 jan 2007  | Catalina       | CSS                   | —         | MPC                           |
| 304756          | 2007 AS11  | 9 jan 2007  | Kitt Peak      | Spacewatch            | —         | MPC                           |
| 304757          | 2007 AB19  | 15 jan 2007 | Catalina       | CSS                   | —         | MPC                           |
| 304758          | 2007 AC19  | 15 jan 2007 | Catalina       | CSS                   | —         | MPC                           |
| 304759          | 2007 BO16  | 17 jan 2007 | Mount Lemmon   | Mount Lemmon Survey   | —         | MPC                           |
| 304760          | 2007 BG21  | 24 jan 2007 | Socorro        | LINEAR                | —         | MPC                           |
| 304761          | 2007 BV26  | 24 jan 2007 | Mount Lemmon   | Mount Lemmon Survey   | —         | MPC                           |
| 304762          | 2007 CH    | 6 fev 2007  | Palomar        | NEAT                  | —         | MPC                           |
| 304763          | 2007 CQ25  | 9 fev 2007  | Kitt Peak      | Spacewatch            | —         | MPC                           |
| 304764          | 2007 CF43  | 8 fev 2007  | Palomar        | NEAT                  | Ursula    | MPC                           |
| 304765          | 2007 DW4   | 17 fev 2007 | Kitt Peak      | Spacewatch            | —         | MPC                           |
| 304766          | 2007 DW14  | 17 fev 2007 | Kitt Peak      | Spacewatch            | Ursula    | MPC                           |
| 304767          | 2007 DA38  | 17 fev 2007 | Kitt Peak      | Spacewatch            | —         | MPC                           |
| 304768          | 2007 DB40  | 19 fev 2007 | Kitt Peak      | Spacewatch            | —         | MPC                           |
| 304769          | 2007 DV77  | 23 fev 2007 | Kitt Peak      | Spacewatch            | —         | MPC                           |
| 304770          | 2007 EO67  | 10 mar 2007 | Kitt Peak      | Spacewatch            | —         | MPC                           |
| 304771          | 2007 EX149 | 12 mar 2007 | Mount Lemmon   | Mount Lemmon Survey   | —         | MPC                           |
| 304772          | 2007 EQ184 | 13 mar 2007 | Catalina       | CSS                   | —         | MPC                           |
| 304773          | 2007 EF188 | 13 mar 2007 | Kitt Peak      | Spacewatch            | —         | MPC                           |
| 304774          | 2007 GZ30  | 14 abr 2007 | Mount Lemmon   | Mount Lemmon Survey   | —         | MPC                           |
| 304775          | 2007 GY46  | 14 abr 2007 | Kitt Peak      | Spacewatch            | —         | MPC                           |
| 304776          | 2007 GZ62  | 15 abr 2007 | Kitt Peak      | Spacewatch            | —         | MPC                           |
| 304777          | 2007 HB12  | 18 abr 2007 | Mount Lemmon   | Mount Lemmon Survey   | —         | MPC                           |
| 304778          | 2007 HL17  | 16 abr 2007 | Catalina       | CSS                   | —         | MPC                           |
| 304779          | 2007 JY43  | 25 abr 2007 | Kitt Peak      | Spacewatch            | —         | MPC                           |
| 304780          | 2007 LO21  | 12 jun 2007 | Kitt Peak      | Spacewatch            | —         | MPC                           |
| 304781          | 2007 LM31  | 14 jun 2007 | Siding Spring  | SSS                   | —         | MPC                           |
| 304782          | 2007 MX3   | 18 jun 2007 | Catalina       | CSS                   | —         | MPC                           |
| 304783          | 2007 MN7   | 18 jun 2007 | Kitt Peak      | Spacewatch            | —         | MPC                           |
| 304784          | 2007 MT15  | 20 jun 2007 | Kitt Peak      | Spacewatch            | —         | MPC                           |
| 304785          | 2007 MK19  | 21 jun 2007 | Mount Lemmon   | Mount Lemmon Survey   | —         | MPC                           |
| 304786          | 2007 ME26  | 23 jun 2007 | Siding Spring  | SSS                   | —         | MPC                           |
| 304787          | 2007 NF1   | 11 jul 2007 | Reedy Creek    | J. Broughton          | —         | MPC                           |
| 304788 Cresques | 2007 NZ1   | 13 jul 2007 | La Sagra       | Mallorca Obs.         | —         | MPC                           |
| 304789          | 2007 NS3   | 12 jul 2007 | Reedy Creek    | J. Broughton          | —         | MPC                           |
| 304790          | 2007 NE5   | 15 jul 2007 | Tiki           | S. F. Hönig, N. Teamo | Mitidika  | MPC                           |
| 304791          | 2007 NN7   | 15 jul 2007 | Siding Spring  | SSS                   | —         | MPC                           |
| 304792          | 2007 OD    | 16 jul 2007 | La Sagra       | Mallorca Obs.         | —         | MPC                           |
| 304793          | 2007 OP9   | 24 jul 2007 | Črni Vrh       | Črni Vrh              | —         | MPC                           |
| 304794          | 2007 PW2   | 7 ago 2007  | Reedy Creek    | J. Broughton          | —         | MPC                           |
| 304795          | 2007 PD3   | 4 ago 2007  | Siding Spring  | SSS                   | —         | MPC                           |
| 304796          | 2007 PS6   | 9 ago 2007  | Tiki           | S. F. Hönig, N. Teamo | —         | MPC                           |
| 304797          | 2007 PW6   | 9 ago 2007  | Socorro        | LINEAR                | —         | MPC                           |
| 304798          | 2007 PF8   | 6 ago 2007  | Reedy Creek    | J. Broughton          | —         | MPC                           |
| 304799          | 2007 PK10  | 9 ago 2007  | Socorro        | LINEAR                | Chloris   | MPC                           |
| 304800          | 2007 PH12  | 10 ago 2007 | Tiki           | S. F. Hönig, N. Teamo | —         | MPC                           |

## 304801–304900
| Designação      | Designação | Descoberta  | Descoberta        | Descobridor(es)        | Categoria | Mais informações / Referência |
| Permanente      | Provisória | Data        | Local             | Descobridor(es)        | Categoria | Mais informações / Referência |
| --------------- | ---------- | ----------- | ----------------- | ---------------------- | --------- | ----------------------------- |
| 304801          | 2007 PN14  | 8 ago 2007  | Socorro           | LINEAR                 | —         | MPC                           |
| 304802          | 2007 PV14  | 8 ago 2007  | Socorro           | LINEAR                 | —         | MPC                           |
| 304803          | 2007 PN15  | 8 ago 2007  | Socorro           | LINEAR                 | —         | MPC                           |
| 304804          | 2007 PY20  | 9 ago 2007  | Socorro           | LINEAR                 | —         | MPC                           |
| 304805          | 2007 PD27  | 9 ago 2007  | Palomar           | Palomar Obs.           | —         | MPC                           |
| 304806          | 2007 PA35  | 9 ago 2007  | Socorro           | LINEAR                 | —         | MPC                           |
| 304807          | 2007 PQ35  | 10 ago 2007 | Kitt Peak         | Spacewatch             | —         | MPC                           |
| 304808          | 2007 PM36  | 13 ago 2007 | Socorro           | LINEAR                 | —         | MPC                           |
| 304809          | 2007 PB41  | 13 ago 2007 | Socorro           | LINEAR                 | —         | MPC                           |
| 304810          | 2007 PU42  | 9 ago 2007  | Socorro           | LINEAR                 | —         | MPC                           |
| 304811          | 2007 PJ45  | 10 ago 2007 | Kitt Peak         | Spacewatch             | —         | MPC                           |
| 304812          | 2007 PO47  | 9 ago 2007  | Kitt Peak         | Spacewatch             | —         | MPC                           |
| 304813 Cesarina | 2007 QA    | 16 ago 2007 | San Marcello      | M. Mazzucato, F. Dolfi | —         | MPC                           |
| 304814          | 2007 QQ5   | 18 ago 2007 | Purple Mountain   | PMO NEO                | —         | MPC                           |
| 304815          | 2007 QE9   | 22 ago 2007 | Anderson Mesa     | LONEOS                 | —         | MPC                           |
| 304816          | 2007 QE10  | 22 ago 2007 | Socorro           | LINEAR                 | Mitidika  | MPC                           |
| 304817          | 2007 QV10  | 23 ago 2007 | Kitt Peak         | Spacewatch             | —         | MPC                           |
| 304818          | 2007 QA11  | 23 ago 2007 | Kitt Peak         | Spacewatch             | Mitidika  | MPC                           |
| 304819          | 2007 QC11  | 23 ago 2007 | Kitt Peak         | Spacewatch             | —         | MPC                           |
| 304820          | 2007 QF16  | 23 ago 2007 | Kitt Peak         | Spacewatch             | —         | MPC                           |
| 304821          | 2007 RB    | 1 set 2007  | Eskridge          | G. Hug                 | —         | MPC                           |
| 304822          | 2007 RU    | 2 set 2007  | Pla D'Arguines    | R. Ferrando            | —         | MPC                           |
| 304823          | 2007 RR5   | 5 set 2007  | Dauban            | Chante-Perdrix Obs.    | —         | MPC                           |
| 304824          | 2007 RL14  | 11 set 2007 | Remanzacco        | Remanzacco Obs.        | —         | MPC                           |
| 304825          | 2007 RA18  | 13 set 2007 | Bisei SG Center   | BATTeRS                | —         | MPC                           |
| 304826          | 2007 RM19  | 5 set 2007  | Lulin Observatory | LUSS                   | Mitidika  | MPC                           |
| 304827          | 2007 RU20  | 3 set 2007  | Catalina          | CSS                    | —         | MPC                           |
| 304828          | 2007 RD21  | 3 set 2007  | Catalina          | CSS                    | —         | MPC                           |
| 304829          | 2007 RO21  | 3 set 2007  | Catalina          | CSS                    | Mitidika  | MPC                           |
| 304830          | 2007 RY22  | 3 set 2007  | Catalina          | CSS                    | —         | MPC                           |
| 304831          | 2007 RQ23  | 3 set 2007  | Catalina          | CSS                    | —         | MPC                           |
| 304832          | 2007 RW23  | 3 set 2007  | Catalina          | CSS                    | —         | MPC                           |
| 304833          | 2007 RB24  | 3 set 2007  | Catalina          | CSS                    | —         | MPC                           |
| 304834          | 2007 RR25  | 4 set 2007  | Mount Lemmon      | Mount Lemmon Survey    | Mitidika  | MPC                           |
| 304835          | 2007 RW27  | 4 set 2007  | Catalina          | CSS                    | —         | MPC                           |
| 304836          | 2007 RP28  | 4 set 2007  | Catalina          | CSS                    | —         | MPC                           |
| 304837          | 2007 RK32  | 5 set 2007  | Catalina          | CSS                    | —         | MPC                           |
| 304838          | 2007 RM32  | 5 set 2007  | Catalina          | CSS                    | —         | MPC                           |
| 304839          | 2007 RO32  | 5 set 2007  | Catalina          | CSS                    | —         | MPC                           |
| 304840          | 2007 RJ36  | 8 set 2007  | Anderson Mesa     | LONEOS                 | —         | MPC                           |
| 304841          | 2007 RU37  | 8 set 2007  | Anderson Mesa     | LONEOS                 | Mitidika  | MPC                           |
| 304842          | 2007 RJ39  | 8 set 2007  | Catalina          | CSS                    | Flora     | MPC                           |
| 304843          | 2007 RF40  | 9 set 2007  | Kitt Peak         | Spacewatch             | —         | MPC                           |
| 304844          | 2007 RD41  | 9 set 2007  | Anderson Mesa     | LONEOS                 | —         | MPC                           |
| 304845          | 2007 RO41  | 9 set 2007  | Anderson Mesa     | LONEOS                 | —         | MPC                           |
| 304846          | 2007 RM49  | 9 set 2007  | Mount Lemmon      | Mount Lemmon Survey    | —         | MPC                           |
| 304847          | 2007 RY52  | 9 set 2007  | Kitt Peak         | Spacewatch             | —         | MPC                           |
| 304848          | 2007 RD55  | 9 set 2007  | Kitt Peak         | Spacewatch             | —         | MPC                           |
| 304849          | 2007 RR55  | 9 set 2007  | Kitt Peak         | Spacewatch             | —         | MPC                           |
| 304850          | 2007 RH57  | 9 set 2007  | Kitt Peak         | Spacewatch             | —         | MPC                           |
| 304851          | 2007 RJ59  | 10 set 2007 | Kitt Peak         | Spacewatch             | —         | MPC                           |
| 304852          | 2007 RF68  | 10 set 2007 | Kitt Peak         | Spacewatch             | Mitidika  | MPC                           |
| 304853          | 2007 RO68  | 10 set 2007 | Kitt Peak         | Spacewatch             | —         | MPC                           |
| 304854          | 2007 RW68  | 10 set 2007 | Kitt Peak         | Spacewatch             | Mitidika  | MPC                           |
| 304855          | 2007 RZ68  | 10 set 2007 | Kitt Peak         | Spacewatch             | —         | MPC                           |
| 304856          | 2007 RA71  | 10 set 2007 | Kitt Peak         | Spacewatch             | —         | MPC                           |
| 304857          | 2007 RP72  | 10 set 2007 | Mount Lemmon      | Mount Lemmon Survey    | —         | MPC                           |
| 304858          | 2007 RQ77  | 10 set 2007 | Mount Lemmon      | Mount Lemmon Survey    | —         | MPC                           |
| 304859          | 2007 RS80  | 10 set 2007 | Mount Lemmon      | Mount Lemmon Survey    | —         | MPC                           |
| 304860          | 2007 RF93  | 10 set 2007 | Kitt Peak         | Spacewatch             | —         | MPC                           |
| 304861          | 2007 RY95  | 10 set 2007 | Kitt Peak         | Spacewatch             | —         | MPC                           |
| 304862          | 2007 RM97  | 10 set 2007 | Kitt Peak         | Spacewatch             | —         | MPC                           |
| 304863          | 2007 RS97  | 10 set 2007 | Kitt Peak         | Spacewatch             | Mitidika  | MPC                           |
| 304864          | 2007 RW98  | 10 set 2007 | Kitt Peak         | Spacewatch             | —         | MPC                           |
| 304865          | 2007 RF107 | 11 set 2007 | Mount Lemmon      | Mount Lemmon Survey    | —         | MPC                           |
| 304866          | 2007 RU114 | 11 set 2007 | Kitt Peak         | Spacewatch             | —         | MPC                           |
| 304867          | 2007 RU116 | 11 set 2007 | Kitt Peak         | Spacewatch             | —         | MPC                           |
| 304868          | 2007 RL131 | 12 set 2007 | Kitt Peak         | Spacewatch             | —         | MPC                           |
| 304869          | 2007 RO131 | 12 set 2007 | Kitt Peak         | Spacewatch             | —         | MPC                           |
| 304870          | 2007 RS137 | 14 set 2007 | Anderson Mesa     | LONEOS                 | —         | MPC                           |
| 304871          | 2007 RA141 | 13 set 2007 | Socorro           | LINEAR                 | —         | MPC                           |
| 304872          | 2007 RN142 | 13 set 2007 | Socorro           | LINEAR                 | —         | MPC                           |
| 304873          | 2007 RD148 | 11 set 2007 | Purple Mountain   | PMO NEO                | —         | MPC                           |
| 304874          | 2007 RV148 | 12 set 2007 | Catalina          | CSS                    | —         | MPC                           |
| 304875          | 2007 RH149 | 12 set 2007 | Anderson Mesa     | LONEOS                 | —         | MPC                           |
| 304876          | 2007 RR151 | 10 set 2007 | Kitt Peak         | Spacewatch             | —         | MPC                           |
| 304877          | 2007 RF158 | 5 set 2007  | Catalina          | CSS                    | —         | MPC                           |
| 304878          | 2007 RO158 | 12 set 2007 | Catalina          | CSS                    | Mitidika  | MPC                           |
| 304879          | 2007 RE161 | 13 set 2007 | Mount Lemmon      | Mount Lemmon Survey    | —         | MPC                           |
| 304880          | 2007 RD166 | 10 set 2007 | Kitt Peak         | Spacewatch             | —         | MPC                           |
| 304881          | 2007 RB168 | 10 set 2007 | Kitt Peak         | Spacewatch             | Mitidika  | MPC                           |
| 304882          | 2007 RS168 | 10 set 2007 | Kitt Peak         | Spacewatch             | —         | MPC                           |
| 304883          | 2007 RZ174 | 10 set 2007 | Kitt Peak         | Spacewatch             | —         | MPC                           |
| 304884          | 2007 RW175 | 8 set 2007  | Mount Lemmon      | Mount Lemmon Survey    | —         | MPC                           |
| 304885          | 2007 RV176 | 10 set 2007 | Mount Lemmon      | Mount Lemmon Survey    | Mitidika  | MPC                           |
| 304886          | 2007 RN179 | 10 set 2007 | Mount Lemmon      | Mount Lemmon Survey    | —         | MPC                           |
| 304887          | 2007 RY182 | 12 set 2007 | Catalina          | CSS                    | —         | MPC                           |
| 304888          | 2007 RE189 | 10 set 2007 | Kitt Peak         | Spacewatch             | —         | MPC                           |
| 304889          | 2007 RR193 | 12 set 2007 | Kitt Peak         | Spacewatch             | —         | MPC                           |
| 304890          | 2007 RR198 | 13 set 2007 | Mount Lemmon      | Mount Lemmon Survey    | Mitidika  | MPC                           |
| 304891          | 2007 RK199 | 13 set 2007 | Catalina          | CSS                    | —         | MPC                           |
| 304892          | 2007 RR200 | 13 set 2007 | Kitt Peak         | Spacewatch             | —         | MPC                           |
| 304893          | 2007 RX200 | 13 set 2007 | Kitt Peak         | Spacewatch             | —         | MPC                           |
| 304894          | 2007 RJ209 | 10 set 2007 | Kitt Peak         | Spacewatch             | —         | MPC                           |
| 304895          | 2007 RJ213 | 12 set 2007 | Mount Lemmon      | Mount Lemmon Survey    | —         | MPC                           |
| 304896          | 2007 RS223 | 8 set 2007  | Mount Lemmon      | Mount Lemmon Survey    | —         | MPC                           |
| 304897          | 2007 RG225 | 10 set 2007 | Kitt Peak         | Spacewatch             | —         | MPC                           |
| 304898          | 2007 RE228 | 10 set 2007 | Mount Lemmon      | Mount Lemmon Survey    | —         | MPC                           |
| 304899          | 2007 RY235 | 12 set 2007 | Mount Lemmon      | Mount Lemmon Survey    | —         | MPC                           |
| 304900          | 2007 RV238 | 14 set 2007 | Catalina          | CSS                    | —         | MPC                           |

## 304901–305000
| Designação | Designação | Descoberta  | Descoberta      | Descobridor(es)     | Categoria | Mais informações / Referência |
| Permanente | Provisória | Data        | Local           | Descobridor(es)     | Categoria | Mais informações / Referência |
| ---------- | ---------- | ----------- | --------------- | ------------------- | --------- | ----------------------------- |
| 304901     | 2007 RJ241 | 11 set 2007 | Purple Mountain | PMO NEO             | —         | MPC                           |
| 304902     | 2007 RN245 | 11 set 2007 | Kitt Peak       | Spacewatch          | —         | MPC                           |
| 304903     | 2007 RA257 | 14 set 2007 | Catalina        | CSS                 | —         | MPC                           |
| 304904     | 2007 RT258 | 14 set 2007 | Mount Lemmon    | Mount Lemmon Survey | —         | MPC                           |
| 304905     | 2007 RK264 | 15 set 2007 | Mount Lemmon    | Mount Lemmon Survey | —         | MPC                           |
| 304906     | 2007 RQ271 | 15 set 2007 | Mount Lemmon    | Mount Lemmon Survey | —         | MPC                           |
| 304907     | 2007 RY277 | 5 set 2007  | Catalina        | CSS                 | —         | MPC                           |
| 304908     | 2007 RM281 | 13 set 2007 | Catalina        | CSS                 | —         | MPC                           |
| 304909     | 2007 RU283 | 3 set 2007  | Catalina        | CSS                 | —         | MPC                           |
| 304910     | 2007 RV283 | 5 set 2007  | Catalina        | CSS                 | —         | MPC                           |
| 304911     | 2007 RX284 | 12 set 2007 | Mount Lemmon    | Mount Lemmon Survey | —         | MPC                           |
| 304912     | 2007 RS287 | 10 set 2007 | Kitt Peak       | Spacewatch          | —         | MPC                           |
| 304913     | 2007 RK289 | 12 set 2007 | Mount Lemmon    | Mount Lemmon Survey | —         | MPC                           |
| 304914     | 2007 RD292 | 12 set 2007 | Mount Lemmon    | Mount Lemmon Survey | Mitidika  | MPC                           |
| 304915     | 2007 RV294 | 14 set 2007 | Mount Lemmon    | Mount Lemmon Survey | —         | MPC                           |
| 304916     | 2007 RA295 | 14 set 2007 | Mount Lemmon    | Mount Lemmon Survey | —         | MPC                           |
| 304917     | 2007 RB296 | 15 set 2007 | Kitt Peak       | Spacewatch          | —         | MPC                           |
| 304918     | 2007 RK296 | 14 set 2007 | Mount Lemmon    | Mount Lemmon Survey | —         | MPC                           |
| 304919     | 2007 RS296 | 14 set 2007 | Mount Lemmon    | Mount Lemmon Survey | —         | MPC                           |
| 304920     | 2007 RN301 | 13 set 2007 | Mount Lemmon    | Mount Lemmon Survey | —         | MPC                           |
| 304921     | 2007 RY301 | 14 set 2007 | Mount Lemmon    | Mount Lemmon Survey | —         | MPC                           |
| 304922     | 2007 RQ302 | 10 set 2007 | Mount Lemmon    | Mount Lemmon Survey | —         | MPC                           |
| 304923     | 2007 RG310 | 5 set 2007  | Catalina        | CSS                 | —         | MPC                           |
| 304924     | 2007 RF312 | 12 set 2007 | Catalina        | CSS                 | —         | MPC                           |
| 304925     | 2007 RG313 | 5 set 2007  | Catalina        | CSS                 | —         | MPC                           |
| 304926     | 2007 RH313 | 5 set 2007  | Catalina        | CSS                 | —         | MPC                           |
| 304927     | 2007 RC316 | 13 set 2007 | Kitt Peak       | Spacewatch          | —         | MPC                           |
| 304928     | 2007 RP320 | 13 set 2007 | Mount Lemmon    | Mount Lemmon Survey | —         | MPC                           |
| 304929     | 2007 RF321 | 13 set 2007 | Anderson Mesa   | LONEOS              | —         | MPC                           |
| 304930     | 2007 RJ322 | 12 set 2007 | Catalina        | CSS                 | —         | MPC                           |
| 304931     | 2007 RY322 | 14 set 2007 | Mount Lemmon    | Mount Lemmon Survey | —         | MPC                           |
| 304932     | 2007 RB323 | 14 set 2007 | Kitt Peak       | Spacewatch          | —         | MPC                           |
| 304933     | 2007 RK324 | 15 set 2007 | Mount Lemmon    | Mount Lemmon Survey | —         | MPC                           |
| 304934     | 2007 RZ325 | 15 set 2007 | Mount Lemmon    | Mount Lemmon Survey | —         | MPC                           |
| 304935     | 2007 SE2   | 19 set 2007 | Dauban          | Chante-Perdrix Obs. | —         | MPC                           |
| 304936     | 2007 SG2   | 19 set 2007 | Altschwendt     | W. Ries             | —         | MPC                           |
| 304937     | 2007 SM11  | 26 set 2007 | Mount Lemmon    | Mount Lemmon Survey | —         | MPC                           |
| 304938     | 2007 SF16  | 30 set 2007 | Kitt Peak       | Spacewatch          | —         | MPC                           |
| 304939     | 2007 SP18  | 18 set 2007 | Mount Lemmon    | Mount Lemmon Survey | —         | MPC                           |
| 304940     | 2007 SR19  | 25 set 2007 | Mount Lemmon    | Mount Lemmon Survey | Mitidika  | MPC                           |
| 304941     | 2007 TC4   | 6 out 2007  | Pla D'Arguines  | R. Ferrando         | —         | MPC                           |
| 304942     | 2007 TK4   | 6 out 2007  | 7300            | W. K. Y. Yeung      | —         | MPC                           |
| 304943     | 2007 TO4   | 6 out 2007  | 7300            | W. K. Y. Yeung      | —         | MPC                           |
| 304944     | 2007 TK6   | 3 set 2007  | Catalina        | CSS                 | —         | MPC                           |
| 304945     | 2007 TF8   | 7 out 2007  | Catalina        | CSS                 | —         | MPC                           |
| 304946     | 2007 TS9   | 6 out 2007  | Socorro         | LINEAR              | Mitidika  | MPC                           |
| 304947     | 2007 TZ9   | 6 out 2007  | Socorro         | LINEAR              | —         | MPC                           |
| 304948     | 2007 TT16  | 4 out 2007  | Catalina        | CSS                 | —         | MPC                           |
| 304949     | 2007 TD17  | 7 out 2007  | Cordell-Lorenz  | Cordell–Lorenz Obs. | —         | MPC                           |
| 304950     | 2007 TA31  | 4 out 2007  | Kitt Peak       | Spacewatch          | —         | MPC                           |
| 304951     | 2007 TG37  | 4 out 2007  | Catalina        | CSS                 | —         | MPC                           |
| 304952     | 2007 TY40  | 6 out 2007  | Kitt Peak       | Spacewatch          | —         | MPC                           |
| 304953     | 2007 TG41  | 6 out 2007  | Kitt Peak       | Spacewatch          | —         | MPC                           |
| 304954     | 2007 TP49  | 4 out 2007  | Kitt Peak       | Spacewatch          | —         | MPC                           |
| 304955     | 2007 TM51  | 4 out 2007  | Kitt Peak       | Spacewatch          | —         | MPC                           |
| 304956     | 2007 TW51  | 13 mar 2005 | Kitt Peak       | Spacewatch          | —         | MPC                           |
| 304957     | 2007 TM52  | 4 out 2007  | Kitt Peak       | Spacewatch          | —         | MPC                           |
| 304958     | 2007 TT63  | 7 out 2007  | Mount Lemmon    | Mount Lemmon Survey | —         | MPC                           |
| 304959     | 2007 TX66  | 12 out 2007 | 7300            | W. K. Y. Yeung      | —         | MPC                           |
| 304960     | 2007 TT77  | 5 out 2007  | Kitt Peak       | Spacewatch          | —         | MPC                           |
| 304961     | 2007 TV83  | 8 out 2007  | Mount Lemmon    | Mount Lemmon Survey | —         | MPC                           |
| 304962     | 2007 TR93  | 6 out 2007  | Kitt Peak       | Spacewatch          | —         | MPC                           |
| 304963     | 2007 TE94  | 7 out 2007  | Catalina        | CSS                 | —         | MPC                           |
| 304964     | 2007 TR99  | 8 out 2007  | Mount Lemmon    | Mount Lemmon Survey | —         | MPC                           |
| 304965     | 2007 TL125 | 6 out 2007  | Kitt Peak       | Spacewatch          | —         | MPC                           |
| 304966     | 2007 TM126 | 6 out 2007  | Kitt Peak       | Spacewatch          | —         | MPC                           |
| 304967     | 2007 TC130 | 6 out 2007  | Kitt Peak       | Spacewatch          | —         | MPC                           |
| 304968     | 2007 TE132 | 7 out 2007  | Mount Lemmon    | Mount Lemmon Survey | —         | MPC                           |
| 304969     | 2007 TN132 | 7 out 2007  | Mount Lemmon    | Mount Lemmon Survey | —         | MPC                           |
| 304970     | 2007 TG151 | 9 out 2007  | Socorro         | LINEAR              | —         | MPC                           |
| 304971     | 2007 TT151 | 9 out 2007  | Socorro         | LINEAR              | —         | MPC                           |
| 304972     | 2007 TF153 | 9 out 2007  | Socorro         | LINEAR              | —         | MPC                           |
| 304973     | 2007 TL160 | 9 out 2007  | Socorro         | LINEAR              | —         | MPC                           |
| 304974     | 2007 TG161 | 11 out 2007 | Socorro         | LINEAR              | —         | MPC                           |
| 304975     | 2007 TR162 | 11 out 2007 | Socorro         | LINEAR              | —         | MPC                           |
| 304976     | 2007 TF171 | 12 out 2007 | Dauban          | Chante-Perdrix Obs. | —         | MPC                           |
| 304977     | 2007 TA177 | 6 out 2007  | Kitt Peak       | Spacewatch          | —         | MPC                           |
| 304978     | 2007 TE179 | 7 out 2007  | Catalina        | CSS                 | Flora     | MPC                           |
| 304979     | 2007 TQ186 | 13 out 2007 | Socorro         | LINEAR              | —         | MPC                           |
| 304980     | 2007 TS203 | 8 out 2007  | Mount Lemmon    | Mount Lemmon Survey | —         | MPC                           |
| 304981     | 2007 TR214 | 7 out 2007  | Catalina        | CSS                 | —         | MPC                           |
| 304982     | 2007 TF215 | 7 out 2007  | Kitt Peak       | Spacewatch          | —         | MPC                           |
| 304983     | 2007 TH216 | 7 out 2007  | Kitt Peak       | Spacewatch          | —         | MPC                           |
| 304984     | 2007 TZ216 | 7 out 2007  | Kitt Peak       | Spacewatch          | —         | MPC                           |
| 304985     | 2007 TZ217 | 7 out 2007  | Kitt Peak       | Spacewatch          | —         | MPC                           |
| 304986     | 2007 TP218 | 7 out 2007  | Kitt Peak       | Spacewatch          | —         | MPC                           |
| 304987     | 2007 TT227 | 8 out 2007  | Kitt Peak       | Spacewatch          | —         | MPC                           |
| 304988     | 2007 TB228 | 8 out 2007  | Kitt Peak       | Spacewatch          | —         | MPC                           |
| 304989     | 2007 TU230 | 8 out 2007  | Kitt Peak       | Spacewatch          | —         | MPC                           |
| 304990     | 2007 TZ231 | 8 out 2007  | Kitt Peak       | Spacewatch          | —         | MPC                           |
| 304991     | 2007 TN239 | 10 out 2007 | Kitt Peak       | Spacewatch          | —         | MPC                           |
| 304992     | 2007 TV240 | 6 out 2007  | Kitt Peak       | Spacewatch          | —         | MPC                           |
| 304993     | 2007 TV244 | 8 out 2007  | Catalina        | CSS                 | —         | MPC                           |
| 304994     | 2007 TR248 | 11 out 2007 | Kitt Peak       | Spacewatch          | —         | MPC                           |
| 304995     | 2007 TS248 | 11 out 2007 | Catalina        | CSS                 | —         | MPC                           |
| 304996     | 2007 TG254 | 8 out 2007  | Mount Lemmon    | Mount Lemmon Survey | —         | MPC                           |
| 304997     | 2007 TL258 | 10 out 2007 | Mount Lemmon    | Mount Lemmon Survey | —         | MPC                           |
| 304998     | 2007 TS261 | 10 out 2007 | Kitt Peak       | Spacewatch          | —         | MPC                           |
| 304999     | 2007 TY262 | 10 out 2007 | Kitt Peak       | Spacewatch          | —         | MPC                           |
| 305000     | 2007 TJ263 | 10 out 2007 | Kitt Peak       | Spacewatch          | —         | MPC                           |